# ATP Tour 2019
ATP Tour 2019 představoval jubilejní 50. ročník nejvyšší úrovně mužského profesionálního tenisu, hraný v roce 2019. Sezóna okruhu trvajícího od 31. prosince 2018 do 24. listopadu 2019 zahrnovala 67 turnajů ve 31 státech, až na výjimky organizovaných Asociací profesionálních tenistů (ATP). Odměny hráčům z turnajů, mimo grandslamy, dosáhly v roce 2019 celkové částky 137,5 milionů dolarů, což od strukturálních změn v sezóně 2008 znamenalo nárůst 110 %.
Tenisový okruh obsahoval čtyři turnaje Grand Slamu – pořádané Mezinárodní tenisovou federací (ITF), devět události kategorie ATP Tour Masters 1000, třináct ATP Tour 500, třicet devět ATP Tour 250 a dvě závěrečné akce: Turnaj mistrů a Next Generation ATP Finals pro nejlépe postavené tenisty do 21 let.
Součástí kalendáře byly také týmové soutěže organizované ITF – Davisův pohár s novým formátem a Hopmanův pohár, z nichž hráči nezískali do žebříčku žádné body.
Jako světová jednička ve dvouhře do sezóny vstoupil Srb Novak Djoković a klasifikaci čtyřhry v úvodu roku vévodil americký deblista Mike Bryan. Popáté v kariéře si Rafael Nadal zajistil pozici konečné světové jedničky a ve čtyřhře na vrcholu poprvé figurovala kolumbijská dvojice Juan Sebastián Cabal a Robert Farah.
V turnajovém kalendáři došlo ke třem změnám. Únorový Ecuador Open Quito nahradil nově založený Córdoba Open, konaný v argentinské Córdobě. Zářijový Shenzhen Open v Šen-čenu byl vystřídán Zhuhai Championships v Ču-chaji, do roku 2019 probíhajícím na nižším okruhu ATP Challenger Tour. Zrušen pak byl antukový TEB BNP Paribas Istanbul Open. V květnu 2019 se stala součástí profesionálního okruhu mužská týmová soutěž Laver Cup, konaná v zářijovém termínu.
Ženskou obdobu mužského okruhu představoval WTA Tour 2019.

## Chronologický přehled turnajů
Chronologický přehled turnajů uvádí kalendář událostí okruhu ATP Tour 2019 včetně dějiště, počtu hráčů, povrchu, kategorie a celkové dotace.
Legenda
Tabulky měsíců uvádí vítěze a finalisty dvouhry i čtyřhry a dále pak semifinalisty a čtvrtfinalisty dvouhry. Zápis –S/–Q/–D/–X uvádí počet hráčů dvouhry/hráčů kvalifikace dvouhry/párů čtyřhry/párů mixu. (ZS) – základní skupina.
| Grand Slam                 |
| ATP Finals                 |
| Next Generation ATP Finals |
| ATP Tour Masters 1000      |
| ATP Tour 500               |
| ATP Tour 250               |
| Týmové soutěže             |

### Leden
| Týden od            | Turnaj | Vítězové | Finalisté | Semifinalisté                            | Čtvrtfinalisté                                                        |
| ------------------- | --- | --- | --- | ---------------------------------------- | --------------------------------------------------------------------- |
| 31. prosince        | Hopman Cup Perth, Austrálie Mistrovství světa smíšených párů ITF 1 000 000 A$ – tvrdý (h) – 8 týmů (ZS) | Švýcarsko 2–1 | Německo | Skupina A Austrálie Španělsko Francie    | Skupina B Řecko Velká Británie Spojené státy                          |
| 31. prosince        | Qatar ExxonMobil Open Dauhá, Katar ATP Tour 250 1 313 215 $ – tvrdý – 32S/16Q/16D dvouhra • čtyřhra | Roberto Bautista Agut 6–4, 3–6, 6–3 | Tomáš Berdych | Novak Djoković Marco Cecchinato          | Nikoloz Basilašvili Stan Wawrinka Dušan Lajović Pierre-Hugues Herbert |
| 31. prosince        | Qatar ExxonMobil Open Dauhá, Katar ATP Tour 250 1 313 215 $ – tvrdý – 32S/16Q/16D dvouhra • čtyřhra | David Goffin Pierre-Hugues Herbert 5–7, 6–4, [10–4] | Robin Haase Matwé Middelkoop                                                                                                | Novak Djoković Marco Cecchinato          | Nikoloz Basilašvili Stan Wawrinka Dušan Lajović Pierre-Hugues Herbert |
| 31. prosince        | Brisbane International Brisbane, Austrálie ATP Tour 250 589 680 $ – tvrdý 28S/16Q/16D dvouhra • čtyřhra | Kei Nišikori 6−4, 3−6, 6−2 | Daniil Medveděv | Jo-Wilfried Tsonga Jérémy Chardy         | Alex de Minaur Milos Raonic Jasutaka Učijama Grigor Dimitrov          |
| 31. prosince        | Brisbane International Brisbane, Austrálie ATP Tour 250 589 680 $ – tvrdý 28S/16Q/16D dvouhra • čtyřhra | Marcus Daniell Wesley Koolhof 6–4, 7–6(8–6) | Rajeev Ram Joe Salisbury | Jo-Wilfried Tsonga Jérémy Chardy         | Alex de Minaur Milos Raonic Jasutaka Učijama Grigor Dimitrov          |
| 31. prosince        | Tata Open Maharashtra Puné, Indie ATP Tour 250 589 680 $ – tvrdý 28S/16Q/16D dvouhra • čtyřhra | Kevin Anderson 7–6(7–4), 6–7(2–7), 7–6(7–5) | Ivo Karlović | Gilles Simon Steve Darcis                | Jaume Munar Benoît Paire Malek Džazírí Ernests Gulbis                 |
| 31. prosince        | Tata Open Maharashtra Puné, Indie ATP Tour 250 589 680 $ – tvrdý 28S/16Q/16D dvouhra • čtyřhra | Rohan Bopanna Divij Šaran 6–3, 6–4 | Luke Bambridge Jonny O'Mara                                                                                                 | Gilles Simon Steve Darcis                | Jaume Munar Benoît Paire Malek Džazírí Ernests Gulbis                 |
| 7. ledna            | Auckland Open Auckland, Nový Zéland ATP Tour 250 589 680 $ – tvrdý 28S/16Q/16D dvouhra • čtyřhra | Tennys Sandgren 6–4, 6–2 | Cameron Norrie | Jan-Lennard Struff Philipp Kohlschreiber | Taylor Fritz Pablo Carreño Busta Leonardo Mayer Fabio Fognini         |
| 7. ledna            | Auckland Open Auckland, Nový Zéland ATP Tour 250 589 680 $ – tvrdý 28S/16Q/16D dvouhra • čtyřhra | Ben McLachlan Jan-Lennard Struff 6–3, 6–4 | Raven Klaasen Michael Venus                                                                                                 | Jan-Lennard Struff Philipp Kohlschreiber | Taylor Fritz Pablo Carreño Busta Leonardo Mayer Fabio Fognini         |
| 7. ledna            | Sydney International Sydney, Austrálie ATP Tour 250 589 680 $ – tvrdý 28S/16Q/16D dvouhra • čtyřhra | Alex de Minaur 7–5, 7–6(7–5) | Andreas Seppi | Diego Schwartzman Gilles Simon           | Stefanos Tsitsipas Jošihito Nišioka John Millman Jordan Thompson      |
| 7. ledna            | Sydney International Sydney, Austrálie ATP Tour 250 589 680 $ – tvrdý 28S/16Q/16D dvouhra • čtyřhra | Jamie Murray Bruno Soares 6–4, 6–3 | Juan Sebastián Cabal Robert Farah                                                                                           | Diego Schwartzman Gilles Simon           | Stefanos Tsitsipas Jošihito Nišioka John Millman Jordan Thompson      |
| 14. ledna 21. ledna | Australian Open Melbourne, Austrálie Grand Slam 28 814 100 A$ – tvrdý 128S/128Q/64D/32X dvouhra • čtyřhra • mix | Novak Djoković 6–3, 6–2, 6–3 | Rafael Nadal | Lucas Pouille Stefanos Tsitsipas         | Kei Nišikori Milos Raonic Roberto Bautista Agut Frances Tiafoe        |
| 14. ledna 21. ledna | Australian Open Melbourne, Austrálie Grand Slam 28 814 100 A$ – tvrdý 128S/128Q/64D/32X dvouhra • čtyřhra • mix | Pierre-Hugues Herbert Nicolas Mahut 6–4, 7–6(7–1) | Henri Kontinen John Peers                                                                                                   | Lucas Pouille Stefanos Tsitsipas         | Kei Nišikori Milos Raonic Roberto Bautista Agut Frances Tiafoe        |
| 14. ledna 21. ledna | Australian Open Melbourne, Austrálie Grand Slam 28 814 100 A$ – tvrdý 128S/128Q/64D/32X dvouhra • čtyřhra • mix | Barbora Krejčíková Rajeev Ram 7–6(7–3), 6–1 | Astra Sharmaová John-Patrick Smith                                                                                          | Lucas Pouille Stefanos Tsitsipas         | Kei Nišikori Milos Raonic Roberto Bautista Agut Frances Tiafoe        |
| 28. ledna           | Davis Cup, kvalifikační kolo Uberlândia, Brazílie – antuka (h) Taškent, Uzbekistán – tvrdý (h) Adelaide, Austrálie – tvrdý Kalkata, Indie – tráva Frankfurt, Německo – tvrdý (h) Biel/Bienne, Švýcarsko – tvrdý (h) Astana, Kazachstán – tvrdý (h) Ostrava, Česko – tvrdý (h) Bogotá, Kolumbie – antuka (h) Salcburk, Rakousko – antuka (h) Bratislava, Slovensko – antuka (h) Kanton, Čína – tvrdý | Vítězové Belgie 3–1 Srbsko 3–2 Austrálie 4–0 Itálie 3–1 Německo 5–0 Rusko 3–1 Kazachstán 3–1 Nizozemsko 3–1 Kolumbie 4–0 Chile 3–2 Kanada 3–2 Japonsko 3–2 | Poražení Brazílie Uzbekistán Bosna a Hercegovina Indie Maďarsko Švýcarsko Portugalsko Česko Švédsko Rakousko Slovensko Čína |                                          |                                                                       |

### Únor
| Týden od  | Turnaj | Vítězové                                             | Finalisté                              | Semifinalisté                  | Čtvrtfinalisté                                                           |
| --------- | --- | ---------------------------------------------------- | -------------------------------------- | ------------------------------ | ------------------------------------------------------------------------ |
| 4. února  | Open Sud de France Montpellier, Francie ATP Tour 250 586 140 € – tvrdý (h) – 28S/16Q/16D dvouhra • čtyřhra                     | Jo-Wilfried Tsonga 6–4, 6–2                          | Pierre-Hugues Herbert                  | Radu Albot Tomáš Berdych       | Marcos Baghdatis Jérémy Chardy Denis Shapovalov Filip Krajinović         |
| 4. února  | Open Sud de France Montpellier, Francie ATP Tour 250 586 140 € – tvrdý (h) – 28S/16Q/16D dvouhra • čtyřhra                     | Ivan Dodig Édouard Roger-Vasselin 6–4, 6–3           | Benjamin Bonzi Antoine Hoang           | Radu Albot Tomáš Berdych       | Marcos Baghdatis Jérémy Chardy Denis Shapovalov Filip Krajinović         |
| 4. února  | Sofia Open Sofie, Bulharsko ATP Tour 250 586 140 € – tvrdý (h) – 28S/16Q/16D dvouhra • čtyřhra                                 | Daniil Medveděv 6–4, 6–3                             | Márton Fucsovics                       | Matteo Berrettini Gaël Monfils | Fernando Verdasco Roberto Bautista Agut Martin Kližan Stefanos Tsitsipas |
| 4. února  | Sofia Open Sofie, Bulharsko ATP Tour 250 586 140 € – tvrdý (h) – 28S/16Q/16D dvouhra • čtyřhra                                 | Nikola Mektić Jürgen Melzer 6–2, 4–6, [10–2]         | Sie Čeng-pcheng Christopher Rungkat    | Matteo Berrettini Gaël Monfils | Fernando Verdasco Roberto Bautista Agut Martin Kližan Stefanos Tsitsipas |
| 4. února  | Córdoba Open Córdoba, Argentina ATP Tour 250 589 680 $ – antuka – 28S/16Q/16D dvouhra • čtyřhra                                | Juan Ignacio Londero 3–6, 7–5, 6–1                   | Guido Pella                            | Pablo Cuevas Federico Delbonis | Aljaž Bedene Diego Schwartzman Pedro Cachín Jaume Munar                  |
| 4. února  | Córdoba Open Córdoba, Argentina ATP Tour 250 589 680 $ – antuka – 28S/16Q/16D dvouhra • čtyřhra                                | Roman Jebavý Andrés Molteni 6–4, 7–6(7–4)            | Máximo González Horacio Zeballos       | Pablo Cuevas Federico Delbonis | Aljaž Bedene Diego Schwartzman Pedro Cachín Jaume Munar                  |
| 11. února | ABN AMRO World Tennis Tournament Rotterdam, Nizozemsko ATP Tour 500 2 098 480 € – tvrdý (h) – 32S/16Q/16D/4Q dvouhra • čtyřhra | Gaël Monfils 6–3, 1–6, 6–2                           | Stan Wawrinka                          | Kei Nišikori Daniil Medveděv   | Márton Fucsovics Denis Shapovalov Damir Džumhur Jo-Wilfried Tsonga       |
| 11. února | ABN AMRO World Tennis Tournament Rotterdam, Nizozemsko ATP Tour 500 2 098 480 € – tvrdý (h) – 32S/16Q/16D/4Q dvouhra • čtyřhra | Jérémy Chardy Henri Kontinen 7–6(7–5), 7–6(7–4)      | Jean-Julien Rojer Horia Tecău          | Kei Nišikori Daniil Medveděv   | Márton Fucsovics Denis Shapovalov Damir Džumhur Jo-Wilfried Tsonga       |
| 11. února | New York Open Uniondale, Spojené státy ATP Tour 250 777 385 $ – tvrdý (h) – 28S/16Q/16D dvouhra • čtyřhra                      | Reilly Opelka 6–1, 6–7(7–9), 7–6(9–7)                | Brayden Schnur                         | John Isner Sam Querrey         | Jordan Thompson Guillermo García-López Paolo Lorenzi Jason Jung          |
| 11. února | New York Open Uniondale, Spojené státy ATP Tour 250 777 385 $ – tvrdý (h) – 28S/16Q/16D dvouhra • čtyřhra                      | Kevin Krawietz Andreas Mies 6–4, 7–5                 | Santiago González Ajsám Kúreší         | John Isner Sam Querrey         | Jordan Thompson Guillermo García-López Paolo Lorenzi Jason Jung          |
| 11. února | Argentina Open Buenos Aires, Argentina ATP Tour 250 673 135 $ – antuka – 28S/16Q/16D dvouhra • čtyřhra                         | Marco Cecchinato 6–1, 6–2                            | Diego Schwartzman                      | Dominic Thiem Guido Pella      | Pablo Cuevas Albert Ramos-Viñolas Roberto Carballés Baena Jaume Munar    |
| 11. února | Argentina Open Buenos Aires, Argentina ATP Tour 250 673 135 $ – antuka – 28S/16Q/16D dvouhra • čtyřhra                         | Máximo González Horacio Zeballos 6–1, 6–1            | Diego Schwartzman Dominic Thiem        | Dominic Thiem Guido Pella      | Pablo Cuevas Albert Ramos-Viñolas Roberto Carballés Baena Jaume Munar    |
| 18. února | Rio Open presented by Claro Rio de Janeiro, Brazílie ATP Tour 500 1 937 740 $ – antuka 32S/16Q/16D/4Q dvouhra • čtyřhra        | Laslo Djere 6–3, 7–5                                 | Félix Auger-Aliassime                  | Aljaž Bedene Pablo Cuevas      | Casper Ruud Hugo Dellien Albert Ramos-Viñolas Jaume Munar                |
| 18. února | Rio Open presented by Claro Rio de Janeiro, Brazílie ATP Tour 500 1 937 740 $ – antuka 32S/16Q/16D/4Q dvouhra • čtyřhra        | Máximo González Nicolás Jarry 6–7(3–7), 6–3, [10–7]  | Thomaz Bellucci Rogério Dutra da Silva | Aljaž Bedene Pablo Cuevas      | Casper Ruud Hugo Dellien Albert Ramos-Viñolas Jaume Munar                |
| 18. února | Open 13 Provence Marseille, Francie ATP Tour 250 744 010 € – tvrdý (h) – 28S/16Q/16D dvouhra • čtyřhra                         | Stefanos Tsitsipas 7–5, 7–6(7–5)                     | Michail Kukuškin                       | David Goffin Ugo Humbert       | Serhij Stachovskyj Gilles Simon Andrej Rubljov Matthias Bachinger        |
| 18. února | Open 13 Provence Marseille, Francie ATP Tour 250 744 010 € – tvrdý (h) – 28S/16Q/16D dvouhra • čtyřhra                         | Jérémy Chardy Fabrice Martin 6–3, 6–7(4–7), [10–3]   | Ben McLachlan Matwé Middelkoop         | David Goffin Ugo Humbert       | Serhij Stachovskyj Gilles Simon Andrej Rubljov Matthias Bachinger        |
| 18. února | Delray Beach Open by VITACOST.com Delray Beach, Spojené státy ATP Tour 250 651 215 $ – tvrdý – 28S/16Q/16D dvouhra • čtyřhra   | Radu Albot 3–6, 6–3, 7–6(9–7)                        | Dan Evans                              | Mackenzie McDonald John Isner  | Juan Martín del Potro Steve Johnson Andreas Seppi Adrian Mannarino       |
| 18. února | Delray Beach Open by VITACOST.com Delray Beach, Spojené státy ATP Tour 250 651 215 $ – tvrdý – 28S/16Q/16D dvouhra • čtyřhra   | Bob Bryan Mike Bryan 7–6(7–5), 6–4                   | Ken Skupski Neal Skupski               | Mackenzie McDonald John Isner  | Juan Martín del Potro Steve Johnson Andreas Seppi Adrian Mannarino       |
| 25. února | Dubai Duty Free Tennis Championships Dubaj, SAE ATP Tour 500 2 887 895 $ – tvrdý 32S/16Q/16D/4Q dvouhra • čtyřhra              | Roger Federer 6–4, 6–4                               | Stefanos Tsitsipas                     | Gaël Monfils Borna Ćorić       | Hubert Hurkacz Ričardas Berankis Nikoloz Basilašvili Márton Fucsovics    |
| 25. února | Dubai Duty Free Tennis Championships Dubaj, SAE ATP Tour 500 2 887 895 $ – tvrdý 32S/16Q/16D/4Q dvouhra • čtyřhra              | Rajeev Ram Joe Salisbury 7–6(7–4), 6–3               | Ben McLachlan Jan-Lennard Struff       | Gaël Monfils Borna Ćorić       | Hubert Hurkacz Ričardas Berankis Nikoloz Basilašvili Márton Fucsovics    |
| 25. února | Abierto Mexicano Telcel Acapulco, Mexiko ATP Tour 500 1 931 110 $ – tvrdý 32S/16Q/16D/4Q dvouhra • čtyřhra                     | Nick Kyrgios 6–3, 6–4                                | Alexander Zverev                       | John Isner Cameron Norrie      | Stan Wawrinka John Millman Mackenzie McDonald Alex de Minaur             |
| 25. února | Abierto Mexicano Telcel Acapulco, Mexiko ATP Tour 500 1 931 110 $ – tvrdý 32S/16Q/16D/4Q dvouhra • čtyřhra                     | Alexander Zverev Mischa Zverev 2–6, 7–6(7–4), [10–5] | Austin Krajicek Artem Sitak            | John Isner Cameron Norrie      | Stan Wawrinka John Millman Mackenzie McDonald Alex de Minaur             |
| 25. února | Brasil Open São Paulo, Brazílie ATP Tour 250 618 810 $ – antuka – 28S/16Q/16D dvouhra • čtyřhra                                | Guido Pella 7–5, 6–3                                 | Cristian Garín                         | Casper Ruud Laslo Djere        | Hugo Dellien Leonardo Mayer Marco Trungelliti Félix Auger-Aliassime      |
| 25. února | Brasil Open São Paulo, Brazílie ATP Tour 250 618 810 $ – antuka – 28S/16Q/16D dvouhra • čtyřhra                                | Federico Delbonis Máximo González 6–4, 6–3           | Luke Bambridge Jonny O'Mara            | Casper Ruud Laslo Djere        | Hugo Dellien Leonardo Mayer Marco Trungelliti Félix Auger-Aliassime      |

### Březen
| Týden od              | Turnaj | Vítězové                                        | Finalisté                         | Semifinalisté                          | Čtvrtfinalisté                                                  |
| --------------------- | --- | ----------------------------------------------- | --------------------------------- | -------------------------------------- | --------------------------------------------------------------- |
| 4. března 11. března  | BNP Paribas Open Indian Wells, Spojené státy ATP Tour Masters 1000 9 314 875 $ – tvrdý – 96S/48Q/32D dvouhra • čtyřhra      | Dominic Thiem 3–6, 6–3, 7–5                     | Roger Federer                     | Milos Raonic Rafael Nadal              | Gaël Monfils Miomir Kecmanović Hubert Hurkacz Karen Chačanov    |
| 4. března 11. března  | BNP Paribas Open Indian Wells, Spojené státy ATP Tour Masters 1000 9 314 875 $ – tvrdý – 96S/48Q/32D dvouhra • čtyřhra      | Nikola Mektić Horacio Zeballos 4–6, 6–4, [10–3] | Łukasz Kubot Marcelo Melo         | Milos Raonic Rafael Nadal              | Gaël Monfils Miomir Kecmanović Hubert Hurkacz Karen Chačanov    |
| 18. března 25. března | Miami Open presented by Itaú Miami, Spojené státy ATP Tour Masters 1000 9 314 875 $ – tvrdý – 96S/48Q/32D dvouhra • čtyřhra | Roger Federer 6–1, 6–4                          | John Isner                        | Félix Auger-Aliassime Denis Shapovalov | Roberto Bautista Agut Borna Ćorić Kevin Anderson Frances Tiafoe |
| 18. března 25. března | Miami Open presented by Itaú Miami, Spojené státy ATP Tour Masters 1000 9 314 875 $ – tvrdý – 96S/48Q/32D dvouhra • čtyřhra | Bob Bryan Mike Bryan 7–5, 7–6(10–8)             | Wesley Koolhof Stefanos Tsitsipas | Félix Auger-Aliassime Denis Shapovalov | Roberto Bautista Agut Borna Ćorić Kevin Anderson Frances Tiafoe |

### Duben
| Týden od  | Turnaj | Vítězové                                               | Finalisté                         | Semifinalisté                            | Čtvrtfinalisté                                                       |
| --------- | --- | ------------------------------------------------------ | --------------------------------- | ---------------------------------------- | -------------------------------------------------------------------- |
| 1. dubna  | žádný turnaj v kalendáři | žádný turnaj v kalendáři                               | žádný turnaj v kalendáři          | žádný turnaj v kalendáři                 | žádný turnaj v kalendáři                                             |
| 8. dubna  | Fayez Sarofim & Co. US Men's Clay Court Championship Houston, Spojené státy ATP Tour 250 652 245 $ – antuka – 28S/16Q/16D dvouhra • čtyřhra | Cristian Garín 7–6(7–4), 4–6, 6–3                      | Casper Ruud                       | Daniel Elahi Galán Sam Querrey           | Jordan Thompson Marcel Granollers Janko Tipsarević Henri Laaksonen   |
| 8. dubna  | Fayez Sarofim & Co. US Men's Clay Court Championship Houston, Spojené státy ATP Tour 250 652 245 $ – antuka – 28S/16Q/16D dvouhra • čtyřhra | Santiago González Ajsám Kúreší 3–6, 6–4, [10–6]        | Ken Skupski Neal Skupski          | Daniel Elahi Galán Sam Querrey           | Jordan Thompson Marcel Granollers Janko Tipsarević Henri Laaksonen   |
| 8. dubna  | Grand Prix Hassan II Marrákeš, Maroko ATP Tour 250 586 140 € – antuka – 28S/32Q/16D dvouhra • čtyřhra                                       | Benoît Paire 6–2, 6–3                                  | Pablo Andújar                     | Jo-Wilfried Tsonga Gilles Simon          | Jaume Munar Lorenzo Sonego Taró Daniel Jiří Veselý                   |
| 8. dubna  | Grand Prix Hassan II Marrákeš, Maroko ATP Tour 250 586 140 € – antuka – 28S/32Q/16D dvouhra • čtyřhra                                       | Jürgen Melzer Franko Škugor 6–4, 7–6(8–6)              | Matwé Middelkoop Frederik Nielsen | Jo-Wilfried Tsonga Gilles Simon          | Jaume Munar Lorenzo Sonego Taró Daniel Jiří Veselý                   |
| 15. dubna | Rolex Monte-Carlo Masters Monte Carlo, Monako ATP Tour Masters 1000 5 585 030 € – antuka – 56S/28Q/24D dvouhra • čtyřhra                    | Fabio Fognini 6–3, 6–4                                 | Dušan Lajović                     | Daniil Medveděv Rafael Nadal             | Novak Djoković Lorenzo Sonego Borna Ćorić Guido Pella                |
| 15. dubna | Rolex Monte-Carlo Masters Monte Carlo, Monako ATP Tour Masters 1000 5 585 030 € – antuka – 56S/28Q/24D dvouhra • čtyřhra                    | Nikola Mektić Franko Škugor 6–7(3–7), 7–6(7–3), [11–9] | Robin Haase Wesley Koolhof        | Daniil Medveděv Rafael Nadal             | Novak Djoković Lorenzo Sonego Borna Ćorić Guido Pella                |
| 22. dubna | Barcelona Open Banc Sabadell Barcelona, Španělsko ATP Tour 500 2 746 455 € – antuka – 48S/24Q/16D dvouhra • čtyřhra                         | Dominic Thiem 6–4, 6–0                                 | Daniil Medveděv                   | Rafael Nadal Kei Nišikori                | Jan-Lennard Struff Guido Pella Roberto Carballés Baena Nicolás Jarry |
| 22. dubna | Barcelona Open Banc Sabadell Barcelona, Španělsko ATP Tour 500 2 746 455 € – antuka – 48S/24Q/16D dvouhra • čtyřhra                         | Juan Sebastián Cabal Robert Farah 6–4, 7–6(7–4)        | Jamie Murray Bruno Soares         | Rafael Nadal Kei Nišikori                | Jan-Lennard Struff Guido Pella Roberto Carballés Baena Nicolás Jarry |
| 22. dubna | Hungarian Open Budapešť, Maďarsko ATP Tour 250 586 140 € – antuka – 28S/32Q/16D dvouhra • čtyřhra                                           | Matteo Berrettini 4–6, 6–3, 6–1                        | Filip Krajinović                  | Laslo Djere Pierre-Hugues Herbert        | Pablo Cuevas Nikoloz Basilašvili Attila Balázs Borna Ćorić           |
| 22. dubna | Hungarian Open Budapešť, Maďarsko ATP Tour 250 586 140 € – antuka – 28S/32Q/16D dvouhra • čtyřhra                                           | Ken Skupski Neal Skupski 6–3, 6–4                      | Marcus Daniell Wesley Koolhof     | Laslo Djere Pierre-Hugues Herbert        | Pablo Cuevas Nikoloz Basilašvili Attila Balázs Borna Ćorić           |
| 29. dubna | BMW Open by FWU AG Mnichov, Německo ATP Tour 250 586 140 € – antuka – 28S/16Q/16D dvouhra • čtyřhra                                         | Cristian Garín 6–1, 3–6, 7–6(7–1)                      | Matteo Berrettini                 | Marco Cecchinato Roberto Bautista Agut   | Alexander Zverev Márton Fucsovics Guido Pella Philipp Kohlschreiber  |
| 29. dubna | BMW Open by FWU AG Mnichov, Německo ATP Tour 250 586 140 € – antuka – 28S/16Q/16D dvouhra • čtyřhra                                         | Frederik Nielsen Tim Pütz 6–4, 6–2                     | Marcelo Demoliner Divij Šaran     | Marco Cecchinato Roberto Bautista Agut   | Alexander Zverev Márton Fucsovics Guido Pella Philipp Kohlschreiber  |
| 29. dubna | Millennium Estoril Open Cascais, Portugalsko ATP Tour 250 586 140 € – antuka – 28S/16Q/16D dvouhra • čtyřhra                                | Stefanos Tsitsipas 6–3, 7–6(7–4)                       | Pablo Cuevas                      | David Goffin Alejandro Davidovich Fokina | João Domingues Malek Džazírí Gaël Monfils Frances Tiafoe             |
| 29. dubna | Millennium Estoril Open Cascais, Portugalsko ATP Tour 250 586 140 € – antuka – 28S/16Q/16D dvouhra • čtyřhra                                | Jérémy Chardy Fabrice Martin 7–5, 7–6(7–3)             | Luke Bambridge Jonny O'Mara       | David Goffin Alejandro Davidovich Fokina | João Domingues Malek Džazírí Gaël Monfils Frances Tiafoe             |

### Květen
| Týden od             | Turnaj | Vítězové                                   | Finalisté                       | Semifinalisté                        | Čtvrtfinalisté                                                          |
| -------------------- | --- | ------------------------------------------ | ------------------------------- | ------------------------------------ | ----------------------------------------------------------------------- |
| 6. května            | Mutua Madrid Open Madrid, Španělsko ATP Tour Masters 1000 7 279 270 € – antuka – 56S/28Q/32D dvouhra • čtyřhra     | Novak Djoković 6–3, 6–4                    | Stefanos Tsitsipas              | Dominic Thiem Rafael Nadal           | Marin Čilić Roger Federer Alexander Zverev Stan Wawrinka                |
| 6. května            | Mutua Madrid Open Madrid, Španělsko ATP Tour Masters 1000 7 279 270 € – antuka – 56S/28Q/32D dvouhra • čtyřhra     | Jean-Julien Rojer Horia Tecău 6–2, 6–3     | Diego Schwartzman Dominic Thiem | Dominic Thiem Rafael Nadal           | Marin Čilić Roger Federer Alexander Zverev Stan Wawrinka                |
| 13. května           | Internazionali BNL d'Italia Řím, Itálie ATP Tour Masters 1000 5 791 280 € – antuka – 56S/28Q/32D dvouhra • čtyřhra | Rafael Nadal 6–0, 4–6, 6–1                 | Novak Djoković                  | Diego Schwartzman Stefanos Tsitsipas | Juan Martín del Potro Kei Nišikori Roger Federer Fernando Verdasco      |
| 13. května           | Internazionali BNL d'Italia Řím, Itálie ATP Tour Masters 1000 5 791 280 € – antuka – 56S/28Q/32D dvouhra • čtyřhra | Juan Sebastián Cabal Robert Farah 6–1, 6–3 | Raven Klaasen Michael Venus     | Diego Schwartzman Stefanos Tsitsipas | Juan Martín del Potro Kei Nišikori Roger Federer Fernando Verdasco      |
| 20. května           | Open Parc Auvergne-Rhône-Alpes Lyon Lyon, Francie ATP Tour 250 586 140 € – antuka – 28S/16Q/16D dvouhra • čtyřhra  | Benoît Paire 6–4, 6–3                      | Félix Auger-Aliassime           | Nikoloz Basilašvili Taylor Fritz     | Jo-Wilfried Tsonga Steve Johnson Denis Shapovalov Roberto Bautista Agut |
| 20. května           | Open Parc Auvergne-Rhône-Alpes Lyon Lyon, Francie ATP Tour 250 586 140 € – antuka – 28S/16Q/16D dvouhra • čtyřhra  | Ivan Dodig Édouard Roger-Vasselin 6–4, 6–3 | Ken Skupski Neal Skupski        | Nikoloz Basilašvili Taylor Fritz     | Jo-Wilfried Tsonga Steve Johnson Denis Shapovalov Roberto Bautista Agut |
| 20. května           | Banque Eric Sturdza Geneva Open Ženeva, Švýcarsko ATP Tour 250 586 140 € – antuka – 28S/16Q/16D dvouhra • čtyřhra  | Alexander Zverev 6–3, 3–6, 7–6(10–8)       | Nicolás Jarry                   | Federico Delbonis Radu Albot         | Hugo Dellien Albert Ramos-Viñolas Taró Daniel Damir Džumhur             |
| 20. května           | Banque Eric Sturdza Geneva Open Ženeva, Švýcarsko ATP Tour 250 586 140 € – antuka – 28S/16Q/16D dvouhra • čtyřhra  | Oliver Marach Mate Pavić 6–4, 6–4          | Matthew Ebden Robert Lindstedt  | Federico Delbonis Radu Albot         | Hugo Dellien Albert Ramos-Viñolas Taró Daniel Damir Džumhur             |
| 27. května 3. června | French Open Paříž, Francie Grand Slam 20 297 500 € – antuka 128S/128Q/64D/32X dvouhra • čtyřhra • mix              | Rafael Nadal 6–3, 5–7, 6–1, 6–1            | Dominic Thiem                   | Novak Djoković Roger Federer         | Alexander Zverev Karen Chačanov Stan Wawrinka Kei Nišikori              |
| 27. května 3. června | French Open Paříž, Francie Grand Slam 20 297 500 € – antuka 128S/128Q/64D/32X dvouhra • čtyřhra • mix              | Kevin Krawietz Andreas Mies 6–2, 7–6(7–3)  | Jérémy Chardy Fabrice Martin    | Novak Djoković Roger Federer         | Alexander Zverev Karen Chačanov Stan Wawrinka Kei Nišikori              |
| 27. května 3. června | French Open Paříž, Francie Grand Slam 20 297 500 € – antuka 128S/128Q/64D/32X dvouhra • čtyřhra • mix              | Latisha Chan Ivan Dodig 6–1, 7–6(7–5)      | Gabriela Dabrowská Mate Pavić   | Novak Djoković Roger Federer         | Alexander Zverev Karen Chačanov Stan Wawrinka Kei Nišikori              |

### Červen
| Týden od   | Turnaj | Vítězové                                                | Finalisté                        | Semifinalisté                           | Čtvrtfinalisté                                                    |
| ---------- | --- | ------------------------------------------------------- | -------------------------------- | --------------------------------------- | ----------------------------------------------------------------- |
| 10. června | Libéma Open 's-Hertogenbosch, Nizozemsko ATP Tour 250 711 275 € – tráva – 28S/16Q/16D dvouhra • čtyřhra              | Adrian Mannarino 7–6(9–7), 6–3                          | Jordan Thompson                  | Richard Gasquet Borna Ćorić             | Nicolás Jarry Alex de Minaur David Goffin Cristian Garín          |
| 10. června | Libéma Open 's-Hertogenbosch, Nizozemsko ATP Tour 250 711 275 € – tráva – 28S/16Q/16D dvouhra • čtyřhra              | Dominic Inglot Austin Krajicek 6–4, 4–6, [10–4]         | Marcus Daniell Wesley Koolhof    | Richard Gasquet Borna Ćorić             | Nicolás Jarry Alex de Minaur David Goffin Cristian Garín          |
| 10. června | MercedesCup Stuttgart, Německo ATP Tour 250 754 540 € – tráva – 28S/16Q/16D dvouhra • čtyřhra                        | Matteo Berrettini 6–4, 7–6(13–11)                       | Félix Auger-Aliassime            | Milos Raonic Jan-Lennard Struff         | Dustin Brown Márton Fucsovics Lucas Pouille Denis Kudla           |
| 10. června | MercedesCup Stuttgart, Německo ATP Tour 250 754 540 € – tráva – 28S/16Q/16D dvouhra • čtyřhra                        | John Peers Bruno Soares 7–5, 6–3                        | Rohan Bopanna Denis Shapovalov   | Milos Raonic Jan-Lennard Struff         | Dustin Brown Márton Fucsovics Lucas Pouille Denis Kudla           |
| 17. června | Noventi Open Halle, Německo ATP Tour 500 2 219 150 € – tráva – 32S/16Q/16D dvouhra • čtyřhra                         | Roger Federer 7–6(7–2), 6–1                             | David Goffin                     | Pierre-Hugues Herbert Matteo Berrettini | Roberto Bautista Agut Borna Ćorić Karen Chačanov Alexander Zverev |
| 17. června | Noventi Open Halle, Německo ATP Tour 500 2 219 150 € – tráva – 32S/16Q/16D dvouhra • čtyřhra                         | Raven Klaasen Michael Venus 4–6, 6–3, [10–4]            | Łukasz Kubot Marcelo Melo        | Pierre-Hugues Herbert Matteo Berrettini | Roberto Bautista Agut Borna Ćorić Karen Chačanov Alexander Zverev |
| 17. června | Fever-Tree Championships Londýn, Velká Británie ATP Tour 500 2 219 150 € – tráva – 32S/16Q/16D dvouhra • čtyřhra     | Feliciano López 6–2, 6–7(4–7), 7–6(7–2)                 | Gilles Simon                     | Félix Auger-Aliassime Daniil Medveděv   | Stefanos Tsitsipas Milos Raonic Diego Schwartzman Nicolas Mahut   |
| 17. června | Fever-Tree Championships Londýn, Velká Británie ATP Tour 500 2 219 150 € – tráva – 32S/16Q/16D dvouhra • čtyřhra     | Feliciano López Andy Murray 7–6(8–6), 5–7, [10–5]       | Rajeev Ram Joe Salisbury         | Félix Auger-Aliassime Daniil Medveděv   | Stefanos Tsitsipas Milos Raonic Diego Schwartzman Nicolas Mahut   |
| 24. června | Nature Valley International Eastbourne, Velká Británi ATP Tour 250 745 880 € – tráva – 28S/16Q/16D dvouhra • čtyřhra | Taylor Fritz 6–3, 6–4                                   | Sam Querrey                      | Kyle Edmund Thomas Fabbiano             | Hubert Hurkacz Dan Evans Fernando Verdasco Gilles Simon           |
| 24. června | Nature Valley International Eastbourne, Velká Británi ATP Tour 250 745 880 € – tráva – 28S/16Q/16D dvouhra • čtyřhra | Juan Sebastián Cabal Robert Farah 3–6, 7–6(7–4), [10–6] | Máximo González Horacio Zeballos | Kyle Edmund Thomas Fabbiano             | Hubert Hurkacz Dan Evans Fernando Verdasco Gilles Simon           |
| 24. června | Turkish Airlines Open Antalya Antalya, Turecko ATP Tour 250 507 490 € – tráva – 28S/16Q/16D dvouhra • čtyřhra        | Lorenzo Sonego 6–7(5–7), 7–6(7–5), 6–1                  | Miomir Kecmanović                | Jordan Thompson Pablo Carreño Busta     | Viktor Troicki Damir Džumhur Bernard Tomic Adrian Mannarino       |
| 24. června | Turkish Airlines Open Antalya Antalya, Turecko ATP Tour 250 507 490 € – tráva – 28S/16Q/16D dvouhra • čtyřhra        | Jonatan Erlich Artem Sitak 6–3, 6–4                     | Ivan Dodig Filip Polášek         | Jordan Thompson Pablo Carreño Busta     | Viktor Troicki Damir Džumhur Bernard Tomic Adrian Mannarino       |

### Červenec
| Týden od                | Turnaj | Vítězové                                                                      | Finalisté                                 | Semifinalisté                          | Čtvrtfinalisté                                                              |
| ----------------------- | --- | ----------------------------------------------------------------------------- | ----------------------------------------- | -------------------------------------- | --------------------------------------------------------------------------- |
| 1. července 8. července | Wimbledon Londýn, Velká Británie Grand Slam 17 984 000 £ – tráva – 128S/128Q/64D/48X dvouhra • čtyřhra • mix                                 | Novak Djoković 7–6(7–5), 1–6, 7–6(7–4), 4–6, 13–12(7–3)                       | Roger Federer                             | Roberto Bautista Agut Rafael Nadal     | David Goffin Guido Pella Sam Querrey Kei Nišikori                           |
| 1. července 8. července | Wimbledon Londýn, Velká Británie Grand Slam 17 984 000 £ – tráva – 128S/128Q/64D/48X dvouhra • čtyřhra • mix                                 | Juan Sebastián Cabal Robert Farah 6–7(5–7), 7–6(7–5), 7–6(8–6), 6–7(5–7), 6–3 | Nicolas Mahut Édouard Roger-Vasselin      | Roberto Bautista Agut Rafael Nadal     | David Goffin Guido Pella Sam Querrey Kei Nišikori                           |
| 1. července 8. července | Wimbledon Londýn, Velká Británie Grand Slam 17 984 000 £ – tráva – 128S/128Q/64D/48X dvouhra • čtyřhra • mix                                 | Ivan Dodig Latisha Chan 6–2, 6–3                                              | Robert Lindstedt Jeļena Ostapenková       | Roberto Bautista Agut Rafael Nadal     | David Goffin Guido Pella Sam Querrey Kei Nišikori                           |
| 15. července            | Dell Technologies Hall of Fame Open Newport, Spojené státy ATP Tour 250 652 245 $ – tráva – 28S/16Q/16D dvouhra • čtyřhra                    | John Isner 7–6(7–2), 6–3                                                      | Alexandr Bublik                           | Ugo Humbert Marcel Granollers          | Matthew Ebden Ilja Ivaška Mischa Zverev Tennys Sandgren                     |
| 15. července            | Dell Technologies Hall of Fame Open Newport, Spojené státy ATP Tour 250 652 245 $ – tráva – 28S/16Q/16D dvouhra • čtyřhra                    | Marcel Granollers Serhij Stachovskyj 6–7(10–12), 6–4, [13–11]                 | Marcelo Arévalo Miguel Ángel Reyes-Varela | Ugo Humbert Marcel Granollers          | Matthew Ebden Ilja Ivaška Mischa Zverev Tennys Sandgren                     |
| 15. července            | SkiStar Swedish Open Båstad, Švédsko ATP Tour 250 586 140 € – antuka – 28S/16Q/16D dvouhra • čtyřhra                                         | Nicolás Jarry 7–6(9–7), 6–4                                                   | Juan Ignacio Londero                      | Federico Delbonis Albert Ramos-Viñolas | Jérémy Chardy João Sousa Richard Gasquet Roberto Carballés Baena            |
| 15. července            | SkiStar Swedish Open Båstad, Švédsko ATP Tour 250 586 140 € – antuka – 28S/16Q/16D dvouhra • čtyřhra                                         | Sander Gillé Joran Vliegen 6–7(5–7), 7–5, [10–5]                              | Federico Delbonis Horacio Zeballos        | Federico Delbonis Albert Ramos-Viñolas | Jérémy Chardy João Sousa Richard Gasquet Roberto Carballés Baena            |
| 15. července            | Plava Laguna Croatia Open Umag Umag, Chorvatsko ATP Tour 250 586 140 € – antuka – 28S/16Q/16D dvouhra • čtyřhra                              | Dušan Lajović 7–5, 7–5                                                        | Attila Balázs                             | Laslo Djere Salvatore Caruso           | Stefano Travaglia Leonardo Mayer Aljaž Bedene Facundo Bagnis                |
| 15. července            | Plava Laguna Croatia Open Umag Umag, Chorvatsko ATP Tour 250 586 140 € – antuka – 28S/16Q/16D dvouhra • čtyřhra                              | Robin Haase Philipp Oswald 7–5, 6–7(2–7), [14–12]                             | Oliver Marach Jürgen Melzer               | Laslo Djere Salvatore Caruso           | Stefano Travaglia Leonardo Mayer Aljaž Bedene Facundo Bagnis                |
| 22. července            | Hamburg European Open Hamburk, Německo ATP Tour 500 1 855 490 € – antuka – 32S/16Q/16D dvouhra • čtyřhra                                     | Nikoloz Basilašvili 7–5, 4–6, 6–3                                             | Andrej Rubljov                            | Pablo Carreño Busta Alexander Zverev   | Dominic Thiem Fabio Fognini Jérémy Chardy Filip Krajinović                  |
| 22. července            | Hamburg European Open Hamburk, Německo ATP Tour 500 1 855 490 € – antuka – 32S/16Q/16D dvouhra • čtyřhra                                     | Oliver Marach Jürgen Melzer 6–2, 7–6(7–3)                                     | Robin Haase Wesley Koolhof                | Pablo Carreño Busta Alexander Zverev   | Dominic Thiem Fabio Fognini Jérémy Chardy Filip Krajinović                  |
| 22. července            | BB&T Atlanta Open Atlanta, Spojené státy ATP Tour 250 777 385 $ – tvrdý – 28S/16Q/16D dvouhra • čtyřhra                                      | Alex de Minaur 6–3, 7–6(7–2)                                                  | Taylor Fritz                              | Reilly Opelka Cameron Norrie           | Dan Evans Bernard Tomic Alexei Popyrin Miomir Kecmanović                    |
| 22. července            | BB&T Atlanta Open Atlanta, Spojené státy ATP Tour 250 777 385 $ – tvrdý – 28S/16Q/16D dvouhra • čtyřhra                                      | Dominic Inglot Austin Krajicek 6–4, 6–7(5–7), [11–9]                          | Bob Bryan Mike Bryan                      | Reilly Opelka Cameron Norrie           | Dan Evans Bernard Tomic Alexei Popyrin Miomir Kecmanović                    |
| 22. července            | J. Safra Sarasin Swiss Open Gstaad Gstaad, Švýcarsko ATP Tour 250 586 140 € – antuka – 28S/16Q/16D dvouhra • čtyřhra                         | Albert Ramos-Viñolas 6–3, 6–2                                                 | Cedrik-Marcel Stebe                       | João Sousa Pablo Andújar               | Roberto Bautista Agut Thomas Fabbiano Dušan Lajović Roberto Carballés Baena |
| 22. července            | J. Safra Sarasin Swiss Open Gstaad Gstaad, Švýcarsko ATP Tour 250 586 140 € – antuka – 28S/16Q/16D dvouhra • čtyřhra                         | Sander Gillé Joran Vliegen 6–4, 6–3                                           | Philipp Oswald Filip Polášek              | João Sousa Pablo Andújar               | Roberto Bautista Agut Thomas Fabbiano Dušan Lajović Roberto Carballés Baena |
| 29. července            | Citi Open Washington, D.C., Spojené státy ATP Tour 500 2 046 340 $ – tvrdý – 48S/16Q/16D dvouhra • čtyřhra                                   | Nick Kyrgios 7−6(8−6), 7−6(7−4)                                               | Daniil Medveděv                           | Stefanos Tsitsipas Peter Gojowczyk     | Benoît Paire Norbert Gombos Marin Čilić Kyle Edmund                         |
| 29. července            | Citi Open Washington, D.C., Spojené státy ATP Tour 500 2 046 340 $ – tvrdý – 48S/16Q/16D dvouhra • čtyřhra                                   | Raven Klaasen Michael Venus 3−6, 6−3, [10−2]                                  | Jean-Julien Rojer Horia Tecău             | Stefanos Tsitsipas Peter Gojowczyk     | Benoît Paire Norbert Gombos Marin Čilić Kyle Edmund                         |
| 29. července            | Abierto Mexicano de Tenis Mifel presentado por Cinemex Cabo San Lucas, Mexiko ATP Tour 250 858 565 $ – tvrdý – 28S/16Q/16D dvouhra • čtyřhra | Diego Schwartzman 7–6(8–6), 6–3                                               | Taylor Fritz                              | Radu Albot Guido Pella                 | Fabio Fognini Thanasi Kokkinakis Michail Kukuškin Kwon Sun-u                |
| 29. července            | Abierto Mexicano de Tenis Mifel presentado por Cinemex Cabo San Lucas, Mexiko ATP Tour 250 858 565 $ – tvrdý – 28S/16Q/16D dvouhra • čtyřhra | Romain Arneodo Hugo Nys 7–5, 5–7, [16–14]                                     | Dominic Inglot Austin Krajicek            | Radu Albot Guido Pella                 | Fabio Fognini Thanasi Kokkinakis Michail Kukuškin Kwon Sun-u                |
| 29. července            | Generali Open Kitzbühel Kitzbühel, Rakousko ATP Tour 250 586 140 € – antuka – 28S/16Q/16D dvouhra • čtyřhra                                  | Dominic Thiem 7–6(7–0), 6–1                                                   | Albert Ramos-Viñolas                      | Lorenzo Sonego Casper Ruud             | Pablo Andújar Fernando Verdasco Pablo Cuevas Jérémy Chardy                  |
| 29. července            | Generali Open Kitzbühel Kitzbühel, Rakousko ATP Tour 250 586 140 € – antuka – 28S/16Q/16D dvouhra • čtyřhra                                  | Philipp Oswald Filip Polášek 6–4, 6–4                                         | Sander Gillé Joran Vliegen                | Lorenzo Sonego Casper Ruud             | Pablo Andújar Fernando Verdasco Pablo Cuevas Jérémy Chardy                  |

### Srpen
| Týden od          | Turnaj | Vítězové                                        | Finalisté                          | Semifinalisté                     | Čtvrtfinalisté                                                      |
| ----------------- | --- | ----------------------------------------------- | ---------------------------------- | --------------------------------- | ------------------------------------------------------------------- |
| 5. srpna          | Coupe Rogers Toronto, Kanada ATP Tour Masters 1000 6 338 885 $ – tvrdý – 56S/28Q/32D dvouhra • čtyřhra                      | Rafael Nadal 6–3, 6–0                           | Daniil Medveděv                    | Gaël Monfils Karen Chačanov       | Fabio Fognini Roberto Bautista Agut Alexander Zverev Dominic Thiem  |
| 5. srpna          | Coupe Rogers Toronto, Kanada ATP Tour Masters 1000 6 338 885 $ – tvrdý – 56S/28Q/32D dvouhra • čtyřhra                      | Marcel Granollers Horacio Zeballos 7–5, 7–5     | Robin Haase Wesley Koolhof         | Gaël Monfils Karen Chačanov       | Fabio Fognini Roberto Bautista Agut Alexander Zverev Dominic Thiem  |
| 12. srpna         | Western & Southern Open Cincinnati, Spojené státy ATP Tour Masters 1000 6 735 690 $ – tvrdý – 56S/28Q/32D dvouhra • čtyřhra | Daniil Medveděv 7–6(7–3), 6–4                   | David Goffin                       | Novak Djoković Richard Gasquet    | Lucas Pouille Andrej Rubljov Roberto Bautista Agut Jošihito Nišioka |
| 12. srpna         | Western & Southern Open Cincinnati, Spojené státy ATP Tour Masters 1000 6 735 690 $ – tvrdý – 56S/28Q/32D dvouhra • čtyřhra | Ivan Dodig Filip Polášek 4–6, 6–4, [10–6]       | Juan Sebastián Cabal Robert Farah  | Novak Djoković Richard Gasquet    | Lucas Pouille Andrej Rubljov Roberto Bautista Agut Jošihito Nišioka |
| 19. srpna         | Winston-Salem Open Winston-Salem, Spojené státy ATP Tour 250 807 210 $ – tvrdý – 48S/32Q/16D dvouhra • čtyřhra              | Hubert Hurkacz 6–3, 3–6, 6–3                    | Benoît Paire                       | Steve Johnson Denis Shapovalov    | Pablo Carreño Busta John Millman Frances Tiafoe Andrej Rubljov      |
| 19. srpna         | Winston-Salem Open Winston-Salem, Spojené státy ATP Tour 250 807 210 $ – tvrdý – 48S/32Q/16D dvouhra • čtyřhra              | Łukasz Kubot Marcelo Melo 6–7(6–8), 6–1, [10–3] | Nicholas Monroe Tennys Sandgren    | Steve Johnson Denis Shapovalov    | Pablo Carreño Busta John Millman Frances Tiafoe Andrej Rubljov      |
| 26. srpna 2. září | US Open New York, Spojené státy Grand Slam 26 758 750 $ – tvrdý – 128S/128Q/64D/32X dvouhra • čtyřhra • mix                 | Rafael Nadal 7–5, 6–3, 5–7, 4–6, 6–4            | Daniil Medveděv                    | Grigor Dimitrov Matteo Berrettini | Stan Wawrinka Roger Federer Gaël Monfils Diego Schwartzman          |
| 26. srpna 2. září | US Open New York, Spojené státy Grand Slam 26 758 750 $ – tvrdý – 128S/128Q/64D/32X dvouhra • čtyřhra • mix                 | Juan Sebastián Cabal Robert Farah 6–4, 7–5      | Marcel Granollers Horacio Zeballos | Grigor Dimitrov Matteo Berrettini | Stan Wawrinka Roger Federer Gaël Monfils Diego Schwartzman          |
| 26. srpna 2. září | US Open New York, Spojené státy Grand Slam 26 758 750 $ – tvrdý – 128S/128Q/64D/32X dvouhra • čtyřhra • mix                 | Bethanie Mattek-Sandsová Jamie Murray 6–2, 6–3  | Čan Chao-čching Michael Venus      | Grigor Dimitrov Matteo Berrettini | Stan Wawrinka Roger Federer Gaël Monfils Diego Schwartzman          |

### Září
| Týden od | Turnaj | Vítězové                                                  | Finalisté                            | Semifinalisté                              | Čtvrtfinalisté                                                            |
| -------- | --- | --------------------------------------------------------- | ------------------------------------ | ------------------------------------------ | ------------------------------------------------------------------------- |
| 16. září | Laver Cup Ženeva, Švýcarsko tvrdý (h)                                                                                    | Tým Evropy 13–11                                          | Tým světa                            |                                            |                                                                           |
| 16. září | Moselle Open Mety, Francie ATP Tour 250 586 140 € – tvrdý (h) – 28S/16Q/16D dvouhra • čtyřhra                            | Jo-Wilfried Tsonga 6–7(4–7), 7–6(7–4), 6–3                | Aljaž Bedene                         | Benoît Paire Lucas Pouille                 | Pablo Carreño Busta Grégoire Barrère Filip Krajinović Nikoloz Basilašvili |
| 16. září | Moselle Open Mety, Francie ATP Tour 250 586 140 € – tvrdý (h) – 28S/16Q/16D dvouhra • čtyřhra                            | Robert Lindstedt Jan-Lennard Struff 2–6, 7–6(7–1), [10–4] | Nicolas Mahut Édouard Roger-Vasselin | Benoît Paire Lucas Pouille                 | Pablo Carreño Busta Grégoire Barrère Filip Krajinović Nikoloz Basilašvili |
| 16. září | St. Petersburg Open Petrohrad, Rusko ATP Tour 250 1 248 665 $ – tvrdý (h) – 28S/16Q/16D dvouhra • čtyřhra                | Daniil Medveděv 6–3, 6–1                                  | Borna Ćorić                          | Jegor Gerasimov João Sousa                 | Andrej Rubljov Matteo Berrettini Casper Ruud Michail Kukuškin             |
| 16. září | St. Petersburg Open Petrohrad, Rusko ATP Tour 250 1 248 665 $ – tvrdý (h) – 28S/16Q/16D dvouhra • čtyřhra                | Divij Šaran Igor Zelenay 6–3, 3–6, [10–8]                 | Matteo Berrettini Simone Bolelli     | Jegor Gerasimov João Sousa                 | Andrej Rubljov Matteo Berrettini Casper Ruud Michail Kukuškin             |
| 23. září | Zhuhai Championships Ču-chaj, ČLR ATP Tour 250 1 000 000 $ – tvrdý – 28S/16Q/16D dvouhra • čtyřhra                       | Alex de Minaur 7–6(7–4), 6–4                              | Adrian Mannarino                     | Albert Ramos-Viñolas Roberto Bautista Agut | Damir Džumhur Gaël Monfils Borna Ćorić Andreas Seppi                      |
| 23. září | Zhuhai Championships Ču-chaj, ČLR ATP Tour 250 1 000 000 $ – tvrdý – 28S/16Q/16D dvouhra • čtyřhra                       | Sander Gillé Joran Vliegen 7–6(7–2), 7–6(7–4)             | Marcelo Demoliner Matwé Middelkoop   | Albert Ramos-Viñolas Roberto Bautista Agut | Damir Džumhur Gaël Monfils Borna Ćorić Andreas Seppi                      |
| 23. září | Chengdu Open Čcheng-tu, ČLR ATP Tour 250 1 213 295 $ – tvrdý – 28S/16Q/16D dvouhra • čtyřhra                             | Pablo Carreño Busta 6–7(5–7), 6–4, 7–6(7–3)               | Alexandr Bublik                      | Denis Shapovalov Lloyd Harris              | Jegor Gerasimov Cristian Garín Grigor Dimitrov João Sousa                 |
| 23. září | Chengdu Open Čcheng-tu, ČLR ATP Tour 250 1 213 295 $ – tvrdý – 28S/16Q/16D dvouhra • čtyřhra                             | Nikola Ćaćić Dušan Lajović 7–6(11–9), 3–6, [10–3]         | Jonatan Erlich Fabrice Martin        | Denis Shapovalov Lloyd Harris              | Jegor Gerasimov Cristian Garín Grigor Dimitrov João Sousa                 |
| 30. září | China Open Peking, ČLR ATP Tour 500 3 666 275 $ – tvrdý – 32S/16Q/16D dvouhra • čtyřhra                                  | Dominic Thiem 3–6, 6–4, 6–1                               | Stefanos Tsitsipas                   | Karen Chačanov Alexander Zverev            | Andy Murray Fabio Fognini John Isner Sam Querrey                          |
| 30. září | China Open Peking, ČLR ATP Tour 500 3 666 275 $ – tvrdý – 32S/16Q/16D dvouhra • čtyřhra                                  | Ivan Dodig Filip Polášek 6–3, 7–6(7–4)                    | Łukasz Kubot Marcelo Melo            | Karen Chačanov Alexander Zverev            | Andy Murray Fabio Fognini John Isner Sam Querrey                          |
| 30. září | Rakuten Japan Open Tennis Championships Tokio, Japonsko ATP Tour 500 2 046 340 $ – tvrdý – 32S/16Q/16D dvouhra • čtyřhra | Novak Djoković 6–3, 6–2                                   | John Millman                         | David Goffin Reilly Opelka                 | Lucas Pouille Čong Hjon Jasutaka Učijama Taró Daniel                      |
| 30. září | Rakuten Japan Open Tennis Championships Tokio, Japonsko ATP Tour 500 2 046 340 $ – tvrdý – 32S/16Q/16D dvouhra • čtyřhra | Nicolas Mahut Édouard Roger-Vasselin 7–6(9–7), 6–4        | Nikola Mektić Franko Škugor          | David Goffin Reilly Opelka                 | Lucas Pouille Čong Hjon Jasutaka Učijama Taró Daniel                      |

### Říjen
| Týden od  | Turnaj | Vítězové                                       | Finalisté                     | Semifinalisté                        | Čtvrtfinalisté                                                          |
| --------- | --- | ---------------------------------------------- | ----------------------------- | ------------------------------------ | ----------------------------------------------------------------------- |
| 7. října  | Rolex Shanghai Masters Šanghaj, ČLR ATP Tour Masters 1000 8 322 885 $ – tvrdý – 56S/28Q/24D dvouhra • čtyřhra    | Daniil Medveděv 6–4, 6–1                       | Alexander Zverev              | Stefanos Tsitsipas Matteo Berrettini | Novak Djoković Fabio Fognini Dominic Thiem Roger Federer                |
| 7. října  | Rolex Shanghai Masters Šanghaj, ČLR ATP Tour Masters 1000 8 322 885 $ – tvrdý – 56S/28Q/24D dvouhra • čtyřhra    | Mate Pavić Bruno Soares 6–4, 6–2               | Łukasz Kubot Marcelo Melo     | Stefanos Tsitsipas Matteo Berrettini | Novak Djoković Fabio Fognini Dominic Thiem Roger Federer                |
| 14. října | VTB Kremlin Cup Moskva, Rusko ATP Tour 250 922 520 $ – tvrdý (h) – 28S/16Q/16D dvouhra • čtyřhra                 | Andrej Rubljov 6–4, 6–0                        | Adrian Mannarino              | Marin Čilić Andreas Seppi            | Nikola Milojević Jérémy Chardy Dušan Lajović Karen Chačanov             |
| 14. října | VTB Kremlin Cup Moskva, Rusko ATP Tour 250 922 520 $ – tvrdý (h) – 28S/16Q/16D dvouhra • čtyřhra                 | Marcelo Demoliner Matwé Middelkoop 6–1, 6–2    | Simone Bolelli Andrés Molteni | Marin Čilić Andreas Seppi            | Nikola Milojević Jérémy Chardy Dušan Lajović Karen Chačanov             |
| 14. října | Intrum Stockholm Open Stockholm, Švédsko ATP Tour 250 711 275 € – tvrdý (h) – 28S/16Q/16D dvouhra • čtyřhra      | Denis Shapovalov 6–4, 6–4                      | Filip Krajinović              | Júiči Sugita Pablo Carreño Busta     | Janko Tipsarević Cedrik-Marcel Stebe Jošihito Nišioka Sam Querrey       |
| 14. října | Intrum Stockholm Open Stockholm, Švédsko ATP Tour 250 711 275 € – tvrdý (h) – 28S/16Q/16D dvouhra • čtyřhra      | Henri Kontinen Édouard Roger-Vasselin 6–4, 6–2 | Mate Pavić Bruno Soares       | Júiči Sugita Pablo Carreño Busta     | Janko Tipsarević Cedrik-Marcel Stebe Jošihito Nišioka Sam Querrey       |
| 14. října | European Open Antverpy, Belgie ATP Tour 250 711 275 € – tvrdý (h) – 28S/16Q/16D dvouhra • čtyřhra                | Andy Murray 3–6, 6–4, 6–4                      | Stan Wawrinka                 | Jannik Sinner Ugo Humbert            | Frances Tiafoe Gilles Simon Marius Copil Guido Pella                    |
| 14. října | European Open Antverpy, Belgie ATP Tour 250 711 275 € – tvrdý (h) – 28S/16Q/16D dvouhra • čtyřhra                | Kevin Krawietz Andreas Mies 7–6(7–1), 6–3      | Rajeev Ram Joe Salisbury      | Jannik Sinner Ugo Humbert            | Frances Tiafoe Gilles Simon Marius Copil Guido Pella                    |
| 21. října | Erste Bank Open 500 Vídeň, Rakousko ATP Tour 500 2 433 810 € – tvrdý (h) – 32S/16Q/16D dvouhra • čtyřhra         | Dominic Thiem 3–6, 6–4, 6–3                    | Diego Schwartzman             | Matteo Berrettini Gaël Monfils       | Pablo Carreño Busta Andrej Rubljov Aljaž Bedene Karen Chačanov          |
| 21. října | Erste Bank Open 500 Vídeň, Rakousko ATP Tour 500 2 433 810 € – tvrdý (h) – 32S/16Q/16D dvouhra • čtyřhra         | Rajeev Ram Joe Salisbury 6–4, 6–7(5–7), [10–5] | Łukasz Kubot Marcelo Melo     | Matteo Berrettini Gaël Monfils       | Pablo Carreño Busta Andrej Rubljov Aljaž Bedene Karen Chačanov          |
| 21. října | Swiss Indoors Basel Basilej, Švýcarsko ATP Tour 500 2 219 975 € – tvrdý (h) – 32S/16Q/16D dvouhra • čtyřhra      | Roger Federer 6–2, 6–2                         | Alex de Minaur                | Stefanos Tsitsipas Reilly Opelka     | Stan Wawrinka Filip Krajinović Roberto Bautista Agut Jan-Lennard Struff |
| 21. října | Swiss Indoors Basel Basilej, Švýcarsko ATP Tour 500 2 219 975 € – tvrdý (h) – 32S/16Q/16D dvouhra • čtyřhra      | Jean-Julien Rojer Horia Tecău 7–5, 6–3         | Taylor Fritz Reilly Opelka    | Stefanos Tsitsipas Reilly Opelka     | Stan Wawrinka Filip Krajinović Roberto Bautista Agut Jan-Lennard Struff |
| 28. října | Rolex Paris Masters Paříž, Francie ATP Tour Masters 1000 5 791 280 € – tvrdý (h) – 48S/24Q/24D dvouhra • čtyřhra | Novak Djoković 6–3, 6–4                        | Denis Shapovalov              | Grigor Dimitrov Rafael Nadal         | Stefanos Tsitsipas Cristian Garín Gaël Monfils Jo-Wilfried Tsonga       |
| 28. října | Rolex Paris Masters Paříž, Francie ATP Tour Masters 1000 5 791 280 € – tvrdý (h) – 48S/24Q/24D dvouhra • čtyřhra | Pierre-Hugues Herbert Nicolas Mahut 6–4, 6–1   | Karen Chačanov Andrej Rubljov | Grigor Dimitrov Rafael Nadal         | Stefanos Tsitsipas Cristian Garín Gaël Monfils Jo-Wilfried Tsonga       |

### Listopad
| Týden od      | Turnaj                                                                                              | Vítězové                                     | Finalisté                   | Semifinalisté                    | Čtvrtfinalisté                                                                   |
| ------------- | --------------------------------------------------------------------------------------------------- | -------------------------------------------- | --------------------------- | -------------------------------- | -------------------------------------------------------------------------------- |
| 4. listopadu  | Next Generation ATP Finals Milán, Itálie 1 400 000 $ – tvrdý (h) – 8S/8D (ZS) dvouhra               | Jannik Sinner 4–2, 4–1, 4–2                  | Alex de Minaur              | Frances Tiafoe Miomir Kecmanović | Základní skupina Casper Ruud Alejandro Davidovich Fokina Mikael Ymer Ugo Humbert |
| 11. listopadu | ATP Finals Londýn, Velká Británie ATP Finals 9 000 000 $ – tvrdý (h) – 8S/8D (ZS) dvouhra • čtyřhra | Stefanos Tsitsipas 6–7(6–8), 6–2, 7–6(7–4)   | Dominic Thiem               | Roger Federer Alexander Zverev   | Základní skupina Rafael Nadal Daniil Medveděv Novak Djoković Matteo Berrettini   |
| 11. listopadu | ATP Finals Londýn, Velká Británie ATP Finals 9 000 000 $ – tvrdý (h) – 8S/8D (ZS) dvouhra • čtyřhra | Pierre-Hugues Herbert Nicolas Mahut 6–3, 6–4 | Raven Klaasen Michael Venus | Roger Federer Alexander Zverev   | Základní skupina Rafael Nadal Daniil Medveděv Novak Djoković Matteo Berrettini   |
| 18. listopadu | Davis Cup, finále Madrid, Španělsko – tvrdý                                                         | Španělsko 2–0                                | Kanada                      | Rusko Velká Británie             | Srbsko Austrálie Německo Argentina                                               |

## Statistiky

### Tituly podle tenistů
|        |                              | Grand Slam | Grand Slam | Grand Slam | Závěrečné | Závěrečné | ATP 1000 | ATP 1000 | ATP 500 | ATP 500 | ATP 250 | ATP 250 | Celkem | Celkem | Celkem |
| Celkem | Tenista                      | D          | Č          | X          | D         | Č         | D        | Č        | D       | Č       | D       | Č       | D      | Č      | X      |
| ------ | ---------------------------- | ---------- | ---------- | ---------- | --------- | --------- | -------- | -------- | ------- | ------- | ------- | ------- | ------ | ------ | ------ |
| 6      | Ivan Dodig (CRO)             |            |            | ●          |           |           |          | ●        |         | ●       |         | ●       | 0      | 4      | 2      |
| 5      | Novak Djoković (SRB)         | ●          |            |            |           |           | ●        |          | ●       |         |         |         | 5      | 0      | 0      |
| 5      | Juan Sebastián Cabal (COL)   |            | ●          |            |           |           |          | ●        |         | ●       |         | ●       | 0      | 5      | 0      |
| 5      | Robert Farah (COL)           |            | ●          |            |           |           |          | ●        |         | ●       |         | ●       | 0      | 5      | 0      |
| 5      | Dominic Thiem (AUT)          |            |            |            |           |           | ●        |          | ●       |         | ●       |         | 5      | 0      | 0      |
| 4      | Rafael Nadal (ESP)           | ●          |            |            |           |           | ●        |          |         |         |         |         | 4      | 0      | 0      |
| 4      | Daniil Medveděv (RUS)        |            |            |            |           |           | ●        |          |         |         | ●       |         | 4      | 0      | 0      |
| 4      | Roger Federer (SUI)          |            |            |            |           |           | ●        |          | ●       |         |         |         | 4      | 0      | 0      |
| 4      | Édouard Roger-Vasselin (FRA) |            |            |            |           |           |          |          |         | ●       |         | ●       | 0      | 4      | 0      |
| 3      | Nicolas Mahut (FRA)          |            | ●          |            |           | ●         |          | ●        |         | ●       |         |         | 0      | 3      | 0      |
| 3      | Pierre-Hugues Herbert (FRA)  |            | ●          |            |           | ●         |          | ●        |         |         |         | ●       | 0      | 3      | 0      |
| 3      | Kevin Krawietz (GER)         |            | ●          |            |           |           |          |          |         |         |         | ●       | 0      | 3      | 0      |
| 3      | Andreas Mies (GER)           |            | ●          |            |           |           |          |          |         |         |         | ●       | 0      | 3      | 0      |
| 3      | Rajeev Ram (USA)             |            |            | ●          |           |           |          |          |         | ●       |         |         | 0      | 2      | 1      |
| 3      | Stefanos Tsitsipas (GRE)     |            |            |            | ●         |           |          |          |         |         | ●       |         | 3      | 0      | 0      |
| 3      | Nikola Mektić (CRO)          |            |            |            |           |           |          | ●        |         |         |         | ●       | 0      | 3      | 0      |
| 3      | Horacio Zeballos (ARG)       |            |            |            |           |           |          | ●        |         |         |         | ●       | 0      | 3      | 0      |
| 3      | Filip Polášek (SVK)          |            |            |            |           |           |          | ●        |         | ●       |         | ●       | 0      | 3      | 0      |
| 3      | Bruno Soares (BRA)           |            |            |            |           |           |          | ●        |         |         |         | ●       | 0      | 3      | 0      |
| 3      | Alex de Minaur (AUS)         |            |            |            |           |           |          |          |         |         | ●       |         | 3      | 0      | 0      |
| 3      | Jérémy Chardy (FRA)          |            |            |            |           |           |          |          |         | ●       |         | ●       | 0      | 3      | 0      |
| 3      | Sander Gillé (BEL)           |            |            |            |           |           |          |          |         |         |         | ●       | 0      | 3      | 0      |
| 3      | Máximo González (ARG)        |            |            |            |           |           |          |          |         | ●       |         | ●       | 0      | 3      | 0      |
| 3      | Jürgen Melzer (AUT)          |            |            |            |           |           |          |          |         | ●       |         | ●       | 0      | 3      | 0      |
| 3      | Joran Vliegen (BEL)          |            |            |            |           |           |          |          |         |         |         | ●       | 0      | 3      | 0      |
| 2      | Jamie Murray (GBR)           |            |            | ●          |           |           |          |          |         |         |         | ●       | 0      | 1      | 1      |
| 2      | Jean-Julien Rojer (NED)      |            |            |            |           |           |          | ●        |         | ●       |         |         | 0      | 2      | 0      |
| 2      | Horia Tecău (ROU)            |            |            |            |           |           |          | ●        |         | ●       |         |         | 0      | 2      | 0      |
| 2      | Bob Bryan (USA)              |            |            |            |           |           |          | ●        |         |         |         | ●       | 0      | 2      | 0      |
| 2      | Mike Bryan (USA)             |            |            |            |           |           |          | ●        |         |         |         | ●       | 0      | 2      | 0      |
| 2      | Marcel Granollers (ESP)      |            |            |            |           |           |          | ●        |         |         |         | ●       | 0      | 2      | 0      |
| 2      | Mate Pavić (CRO)             |            |            |            |           |           |          | ●        |         |         |         | ●       | 0      | 2      | 0      |
| 2      | Franko Škugor (CRO)          |            |            |            |           |           |          | ●        |         |         |         | ●       | 0      | 2      | 0      |
| 2      | Nick Kyrgios (AUS)           |            |            |            |           |           |          |          | ●       |         |         |         | 2      | 0      | 0      |
| 2      | Feliciano López (ESP)        |            |            |            |           |           |          |          | ●       | ●       |         |         | 1      | 1      | 0      |
| 2      | Raven Klaasen (RSA)          |            |            |            |           |           |          |          |         | ●       |         |         | 0      | 2      | 0      |
| 2      | Joe Salisbury (GBR)          |            |            |            |           |           |          |          |         | ●       |         |         | 0      | 2      | 0      |
| 2      | Michael Venus (NZL)          |            |            |            |           |           |          |          |         | ●       |         |         | 0      | 2      | 0      |
| 2      | Nicolás Jarry (CHI)          |            |            |            |           |           |          |          |         | ●       | ●       |         | 1      | 1      | 0      |
| 2      | Andy Murray (GBR)            |            |            |            |           |           |          |          |         | ●       | ●       |         | 1      | 1      | 0      |
| 2      | Alexander Zverev (GER)       |            |            |            |           |           |          |          |         | ●       | ●       |         | 1      | 1      | 0      |
| 2      | Henri Kontinen (FIN)         |            |            |            |           |           |          |          |         | ●       |         | ●       | 0      | 2      | 0      |
| 2      | Oliver Marach (AUT)          |            |            |            |           |           |          |          |         | ●       |         | ●       | 0      | 2      | 0      |
| 2      | Matteo Berrettini (ITA)      |            |            |            |           |           |          |          |         |         | ●       |         | 2      | 0      | 0      |
| 2      | Cristian Garín (CHI)         |            |            |            |           |           |          |          |         |         | ●       |         | 2      | 0      | 0      |
| 2      | Benoît Paire (FRA)           |            |            |            |           |           |          |          |         |         | ●       |         | 2      | 0      | 0      |
| 2      | Jo-Wilfried Tsonga (FRA)     |            |            |            |           |           |          |          |         |         | ●       |         | 2      | 0      | 0      |
| 2      | Dušan Lajović (SRB)          |            |            |            |           |           |          |          |         |         | ●       | ●       | 1      | 1      | 0      |
| 2      | Dominic Inglot (GBR)         |            |            |            |           |           |          |          |         |         |         | ●       | 0      | 2      | 0      |
| 2      | Austin Krajicek (USA)        |            |            |            |           |           |          |          |         |         |         | ●       | 0      | 2      | 0      |
| 2      | Fabrice Martin (FRA)         |            |            |            |           |           |          |          |         |         |         | ●       | 0      | 2      | 0      |
| 2      | Philipp Oswald (AUT)         |            |            |            |           |           |          |          |         |         |         | ●       | 0      | 2      | 0      |
| 2      | Divij Šaran (IND)            |            |            |            |           |           |          |          |         |         |         | ●       | 0      | 2      | 0      |
| 2      | Jan-Lennard Struff (GER)     |            |            |            |           |           |          |          |         |         |         | ●       | 0      | 2      | 0      |
| 1      | Fabio Fognini (ITA)          |            |            |            |           |           | ●        |          |         |         |         |         | 1      | 0      | 0      |
| 1      | Nikoloz Basilašvili (GEO)    |            |            |            |           |           |          |          | ●       |         |         |         | 1      | 0      | 0      |
| 1      | Laslo Djere (SRB)            |            |            |            |           |           |          |          | ●       |         |         |         | 1      | 0      | 0      |
| 1      | Gaël Monfils (FRA)           |            |            |            |           |           |          |          | ●       |         |         |         | 1      | 0      | 0      |
| 1      | Mischa Zverev (GER)          |            |            |            |           |           |          |          |         | ●       |         |         | 0      | 1      | 0      |
| 1      | Radu Albot (MDA)             |            |            |            |           |           |          |          |         |         | ●       |         | 1      | 0      | 0      |
| 1      | Kevin Anderson (RSA)         |            |            |            |           |           |          |          |         |         | ●       |         | 1      | 0      | 0      |
| 1      | Roberto Bautista Agut (ESP)  |            |            |            |           |           |          |          |         |         | ●       |         | 1      | 0      | 0      |
| 1      | Pablo Carreño Busta (ESP)    |            |            |            |           |           |          |          |         |         | ●       |         | 1      | 0      | 0      |
| 1      | Marco Cecchinato (ITA)       |            |            |            |           |           |          |          |         |         | ●       |         | 1      | 0      | 0      |
| 1      | Taylor Fritz (USA)           |            |            |            |           |           |          |          |         |         | ●       |         | 1      | 0      | 0      |
| 1      | Hubert Hurkacz (POL)         |            |            |            |           |           |          |          |         |         | ●       |         | 1      | 0      | 0      |
| 1      | John Isner (USA)             |            |            |            |           |           |          |          |         |         | ●       |         | 1      | 0      | 0      |
| 1      | Juan Ignacio Londero (ARG)   |            |            |            |           |           |          |          |         |         | ●       |         | 1      | 0      | 0      |
| 1      | Adrian Mannarino (FRA)       |            |            |            |           |           |          |          |         |         | ●       |         | 1      | 0      | 0      |
| 1      | Kei Nišikori (JPN)           |            |            |            |           |           |          |          |         |         | ●       |         | 1      | 0      | 0      |
| 1      | Reilly Opelka (USA)          |            |            |            |           |           |          |          |         |         | ●       |         | 1      | 0      | 0      |
| 1      | Guido Pella (ARG)            |            |            |            |           |           |          |          |         |         | ●       |         | 1      | 0      | 0      |
| 1      | Albert Ramos-Viñolas (ESP)   |            |            |            |           |           |          |          |         |         | ●       |         | 1      | 0      | 0      |
| 1      | Andrej Rubljov (RUS)         |            |            |            |           |           |          |          |         |         | ●       |         | 1      | 0      | 0      |
| 1      | Tennys Sandgren (USA)        |            |            |            |           |           |          |          |         |         | ●       |         | 1      | 0      | 0      |
| 1      | Diego Schwartzman (ARG)      |            |            |            |           |           |          |          |         |         | ●       |         | 1      | 0      | 0      |
| 1      | Denis Shapovalov (CAN)       |            |            |            |           |           |          |          |         |         | ●       |         | 1      | 0      | 0      |
| 1      | Lorenzo Sonego (ITA)         |            |            |            |           |           |          |          |         |         | ●       |         | 1      | 0      | 0      |
| 1      | Romain Arneodo (MON)         |            |            |            |           |           |          |          |         |         |         | ●       | 0      | 1      | 0      |
| 1      | Rohan Bopanna (IND)          |            |            |            |           |           |          |          |         |         |         | ●       | 0      | 1      | 0      |
| 1      | Nikola Čačić (SRB)           |            |            |            |           |           |          |          |         |         |         | ●       | 0      | 1      | 0      |
| 1      | Marcus Daniell (NZL)         |            |            |            |           |           |          |          |         |         |         | ●       | 0      | 1      | 0      |
| 1      | Federico Delbonis (ARG)      |            |            |            |           |           |          |          |         |         |         | ●       | 0      | 1      | 0      |
| 1      | Marcelo Demoliner (BRA)      |            |            |            |           |           |          |          |         |         |         | ●       | 0      | 1      | 0      |
| 1      | Jonatan Erlich (ISR)         |            |            |            |           |           |          |          |         |         |         | ●       | 0      | 1      | 0      |
| 1      | David Goffin (BEL)           |            |            |            |           |           |          |          |         |         |         | ●       | 0      | 1      | 0      |
| 1      | Santiago González (MEX)      |            |            |            |           |           |          |          |         |         |         | ●       | 0      | 1      | 0      |
| 1      | Robin Haase (NED)            |            |            |            |           |           |          |          |         |         |         | ●       | 0      | 1      | 0      |
| 1      | Roman Jebavý (CZE)           |            |            |            |           |           |          |          |         |         |         | ●       | 0      | 1      | 0      |
| 1      | Wesley Koolhof (NED)         |            |            |            |           |           |          |          |         |         |         | ●       | 0      | 1      | 0      |
| 1      | Łukasz Kubot (POL)           |            |            |            |           |           |          |          |         |         |         | ●       | 0      | 1      | 0      |
| 1      | Ajsám Kúreší (PAK)           |            |            |            |           |           |          |          |         |         |         | ●       | 0      | 1      | 0      |
| 1      | Robert Lindstedt (SWE)       |            |            |            |           |           |          |          |         |         |         | ●       | 0      | 1      | 0      |
| 1      | Ben McLachlan (JPN)          |            |            |            |           |           |          |          |         |         |         | ●       | 0      | 1      | 0      |
| 1      | Marcelo Melo (BRA)           |            |            |            |           |           |          |          |         |         |         | ●       | 0      | 1      | 0      |
| 1      | Matwé Middelkoop (NED)       |            |            |            |           |           |          |          |         |         |         | ●       | 0      | 1      | 0      |
| 1      | Andrés Molteni (ARG)         |            |            |            |           |           |          |          |         |         |         | ●       | 0      | 1      | 0      |
| 1      | Frederik Nielsen (DEN)       |            |            |            |           |           |          |          |         |         |         | ●       | 0      | 1      | 0      |
| 1      | Hugo Nys (MON)               |            |            |            |           |           |          |          |         |         |         | ●       | 0      | 1      | 0      |
| 1      | John Peers (AUS)             |            |            |            |           |           |          |          |         |         |         | ●       | 0      | 1      | 0      |
| 1      | Tim Pütz (GER)               |            |            |            |           |           |          |          |         |         |         | ●       | 0      | 1      | 0      |
| 1      | Artem Sitak (NZL)            |            |            |            |           |           |          |          |         |         |         | ●       | 0      | 1      | 0      |
| 1      | Ken Skupski (GBR)            |            |            |            |           |           |          |          |         |         |         | ●       | 0      | 1      | 0      |
| 1      | Neal Skupski (GBR)           |            |            |            |           |           |          |          |         |         |         | ●       | 0      | 1      | 0      |
| 1      | Serhij Stachovskyj (UKR)     |            |            |            |           |           |          |          |         |         |         | ●       | 0      | 1      | 0      |
| 1      | Igor Zelenay (SVK)           |            |            |            |           |           |          |          |         |         |         | ●       | 0      | 1      | 0      |

### Tituly podle států
|        |                        | Grand Slam | Grand Slam | Grand Slam | Závěrečné | Závěrečné | ATP 1000 | ATP 1000 | ATP 500 | ATP 500 | ATP 250 | ATP 250 | Celkem | Celkem | Celkem |
| Celkem | Stát                   | D          | Č          | X          | D         | Č         | D        | Č        | D       | Č       | D       | Č       | D      | Č      | X      |
| ------ | ---------------------- | ---------- | ---------- | ---------- | --------- | --------- | -------- | -------- | ------- | ------- | ------- | ------- | ------ | ------ | ------ |
| 16     | Francie                |            | 1          |            |           | 1         |          | 1        | 1       | 1       | 5       | 6       | 6      | 10     | 0      |
| 11     | Španělsko              | 2          |            |            |           |           | 2        | 1        | 1       | 1       | 3       | 1       | 8      | 3      | 0      |
| 11     | Chorvatsko             |            |            | 2          |           |           |          | 4        |         |         |         | 5       | 0      | 9      | 2      |
| 11     | Spojené státy americké |            |            | 1          |           |           |          | 1        |         | 2       | 4       | 3       | 4      | 6      | 1      |
| 11     | Rakousko               |            |            |            |           |           | 1        |          | 3       | 1       | 1       | 5       | 5      | 6      | 0      |
| 9      | Spojené království     |            |            | 1          |           |           |          |          |         | 3       | 1       | 4       | 1      | 7      | 1      |
| 9      | Argentina              |            |            |            |           |           |          | 2        |         | 1       | 3       | 3       | 3      | 6      | 0      |
| 8      | Srbsko                 | 2          |            |            |           |           | 2        |          | 2       |         | 1       | 1       | 7      | 1      | 0      |
| 8      | Německo                |            | 1          |            |           |           |          |          |         | 1       | 1       | 5       | 1      | 7      | 0      |
| 6      | Austrálie              |            |            |            |           |           |          |          | 2       |         | 3       | 1       | 5      | 1      | 0      |
| 5      | Kolumbie               |            | 2          |            |           |           |          | 1        |         | 1       |         | 1       | 0      | 5      | 0      |
| 5      | Rusko                  |            |            |            |           |           | 2        |          |         |         | 3       |         | 5      | 0      | 0      |
| 5      | Itálie                 |            |            |            |           |           | 1        |          |         |         | 4       |         | 5      | 0      | 0      |
| 5      | Nizozemsko             |            |            |            |           |           |          | 1        |         | 1       |         | 3       | 0      | 5      | 0      |
| 5      | Brazílie               |            |            |            |           |           |          | 1        |         |         |         | 4       | 0      | 5      | 0      |
| 4      | Švýcarsko              |            |            |            |           |           | 1        |          | 3       |         |         |         | 4      | 0      | 0      |
| 4      | Nový Zéland            |            |            |            |           |           |          |          |         | 2       |         | 2       | 0      | 4      | 0      |
| 4      | Chile                  |            |            |            |           |           |          |          |         | 1       | 3       |         | 3      | 1      | 0      |
| 4      | Belgie                 |            |            |            |           |           |          |          |         |         |         | 4       | 0      | 4      | 0      |
| 3      | Řecko                  |            |            |            | 1         |           |          |          |         |         | 2       |         | 3      | 0      | 0      |
| 3      | Jižní Afrika           |            |            |            |           |           |          |          |         | 2       | 1       |         | 1      | 2      | 0      |
| 3      | Slovensko              |            |            |            |           |           |          | 1        |         |         |         | 2       | 0      | 3      | 0      |
| 2      | Rumunsko               |            |            |            |           |           |          | 1        |         | 1       |         |         | 0      | 2      | 0      |
| 2      | Finsko                 |            |            |            |           |           |          |          |         | 1       |         | 1       | 0      | 2      | 0      |
| 2      | Japonsko               |            |            |            |           |           |          |          |         |         | 1       | 1       | 1      | 1      | 0      |
| 2      | Polsko                 |            |            |            |           |           |          |          |         |         | 1       | 1       | 1      | 1      | 0      |
| 2      | Indie                  |            |            |            |           |           |          |          |         |         |         | 2       | 0      | 2      | 0      |
| 1      | Gruzie                 |            |            |            |           |           |          |          | 1       |         |         |         | 1      | 0      | 0      |
| 1      | Kanada                 |            |            |            |           |           |          |          |         |         | 1       |         | 1      | 0      | 0      |
| 1      | Moldavsko              |            |            |            |           |           |          |          |         |         | 1       |         | 1      | 0      | 0      |
| 1      | Česko                  |            |            |            |           |           |          |          |         |         |         | 1       | 0      | 1      | 0      |
| 1      | Dánsko                 |            |            |            |           |           |          |          |         |         |         | 1       | 0      | 1      | 0      |
| 1      | Izrael                 |            |            |            |           |           |          |          |         |         |         | 1       | 0      | 1      | 0      |
| 1      | Mexiko                 |            |            |            |           |           |          |          |         |         |         | 1       | 0      | 1      | 0      |
| 1      | Monako                 |            |            |            |           |           |          |          |         |         |         | 1       | 0      | 1      | 0      |
| 1      | Pákistán               |            |            |            |           |           |          |          |         |         |         | 1       | 0      | 1      | 0      |
| 1      | Švédsko                |            |            |            |           |           |          |          |         |         |         | 1       | 0      | 1      | 0      |
| 1      | Ukrajina               |            |            |            |           |           |          |          |         |         |         | 1       | 0      | 1      | 0      |

### Premiérové tituly

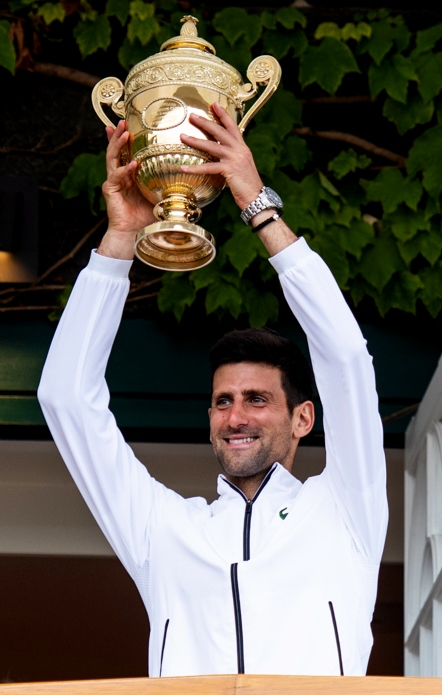
Pátou wimbledonskou trofej vybojoval Novak Djoković po odvrácení dvou Federerových mečbolů v nejdelším londýnském finále historie, trvajícím 4.57 hodiny

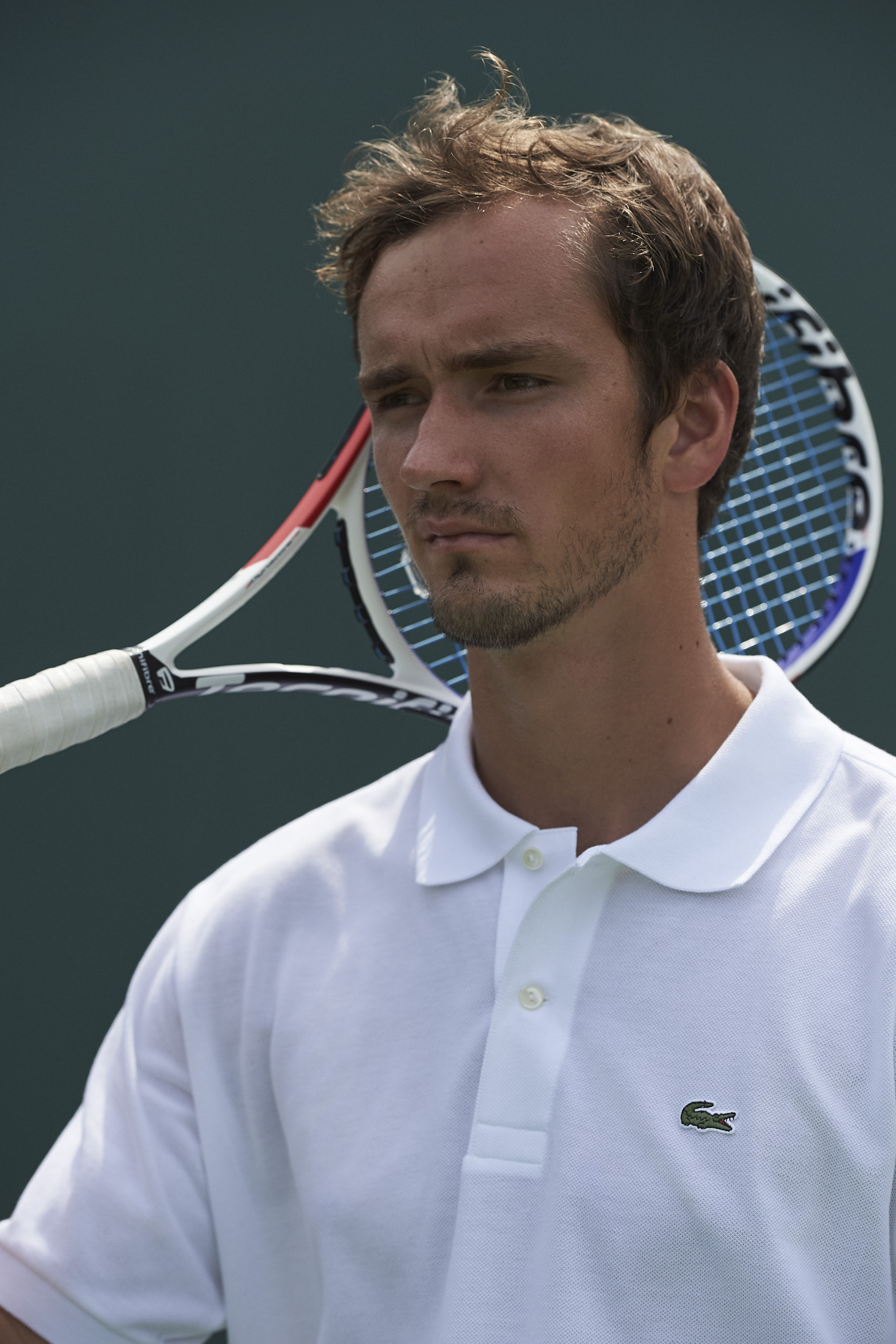
Daniil Medveděv završil sérii šesti finále v řadě na Shanghai Masters, s bilancí z předtím odehraných utkání 22–1. V sezóně odehrál nejvyšší počet 78 zápasů.

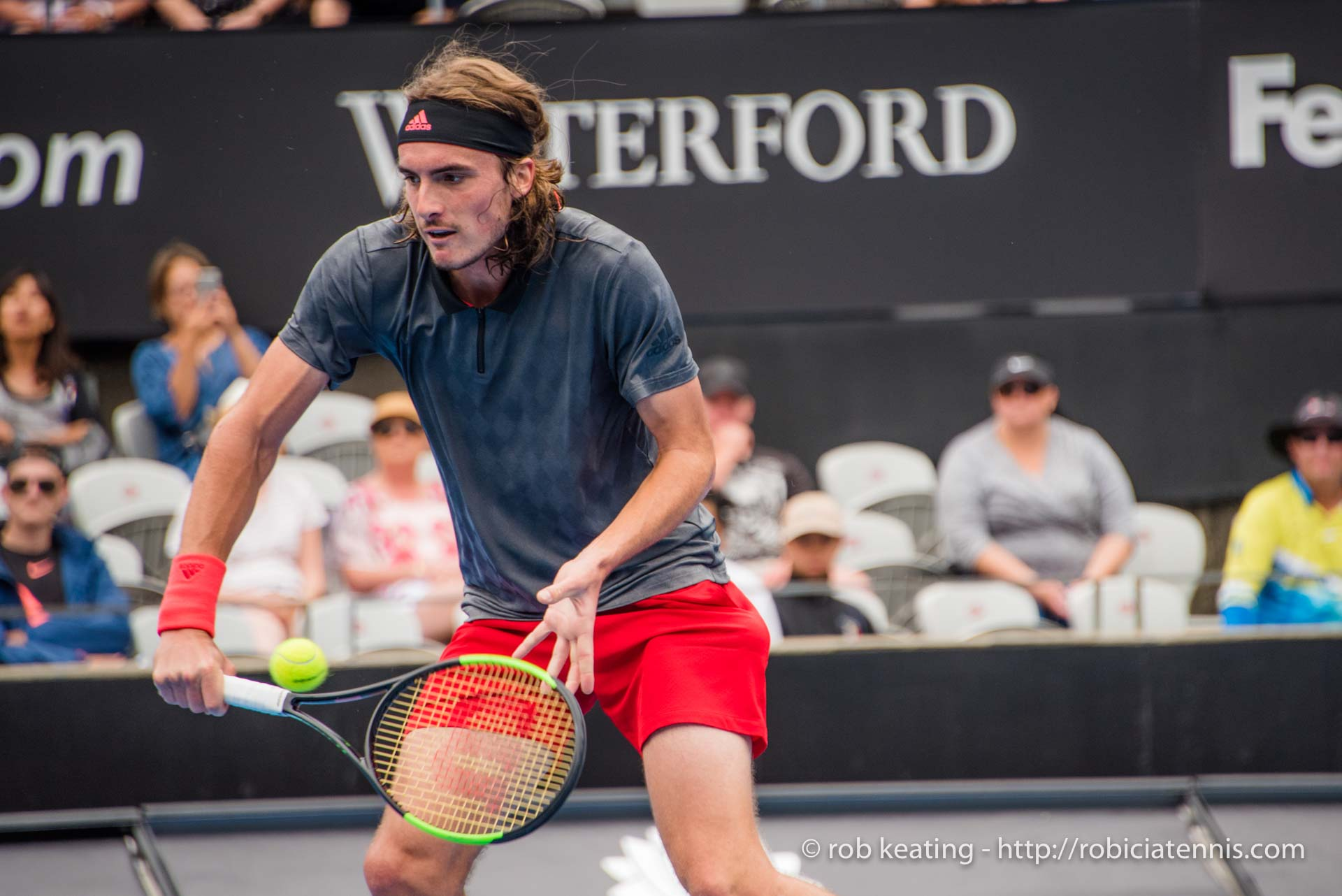
Stefanos Tsitsipas se stal prvním Řekem na Turnaji mistrů a při svém debutu jej vyhrál

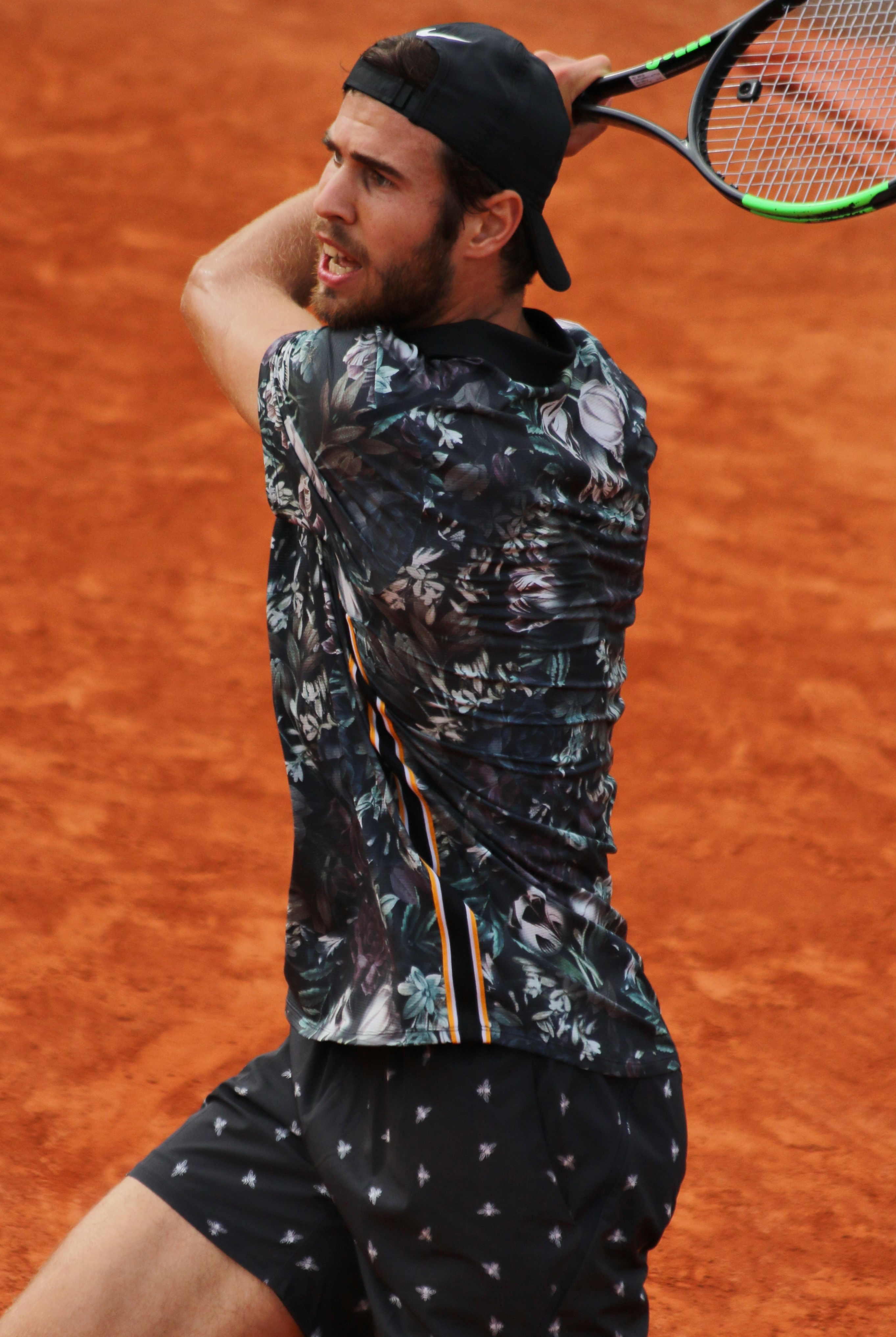
Karen Chačanov v červenci 2019 poprvé figuroval na 8. místě žebříčku

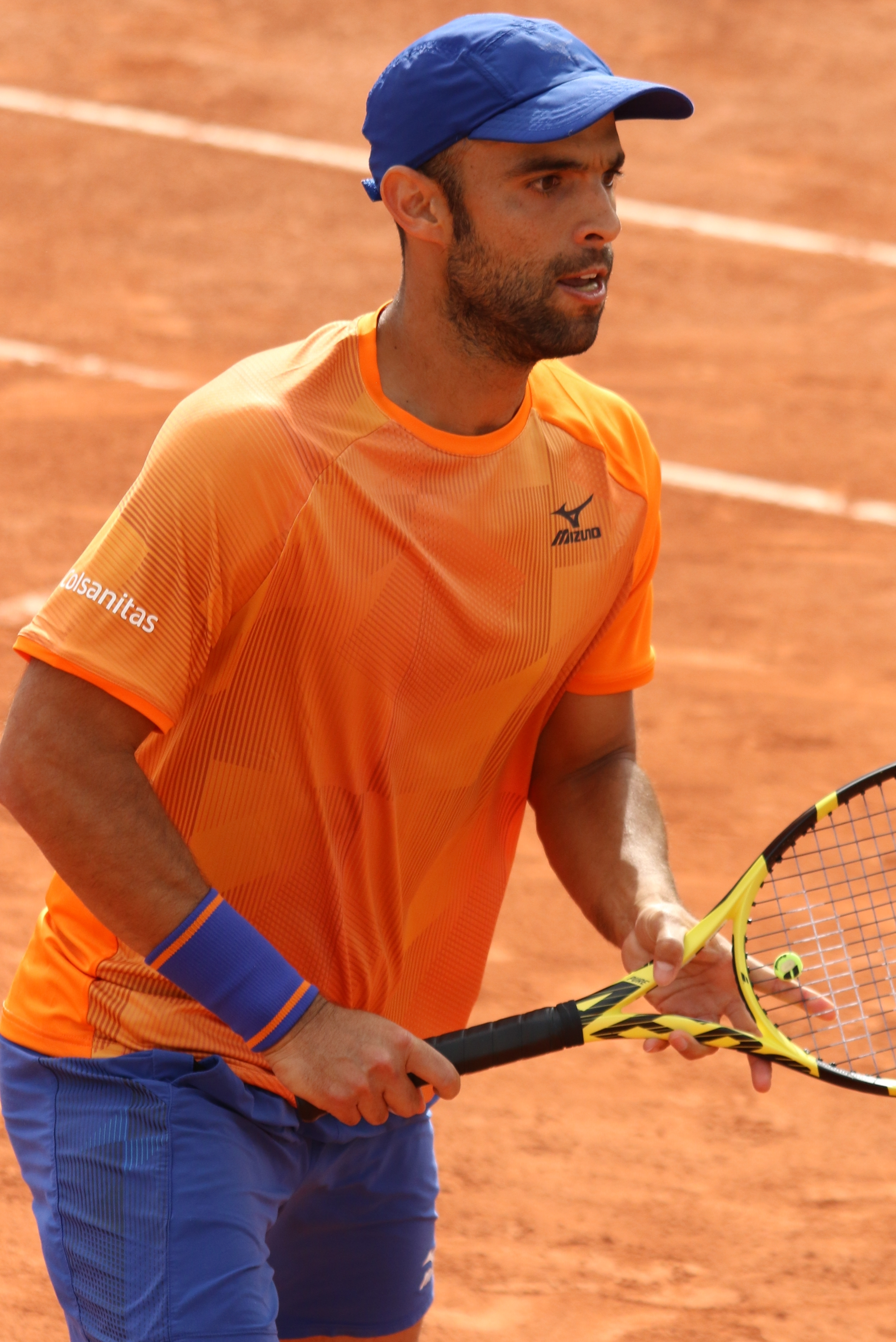
Juan Sebastián Cabal vyhrál s Farahem čtyřhru ve Wimbledonu a na US Open. Oba se stali deblovými světovými jedničkami.

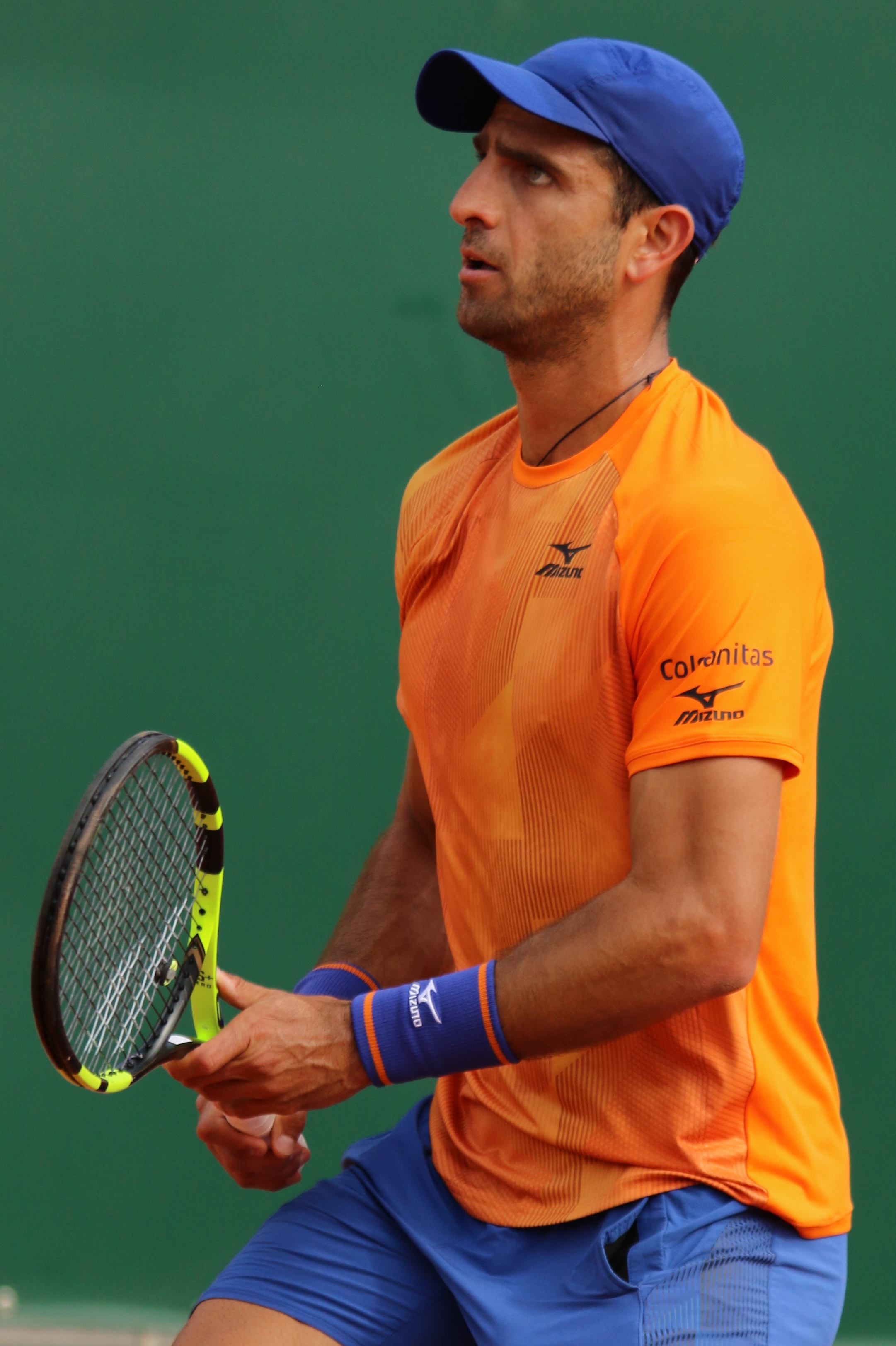
Robert Farah

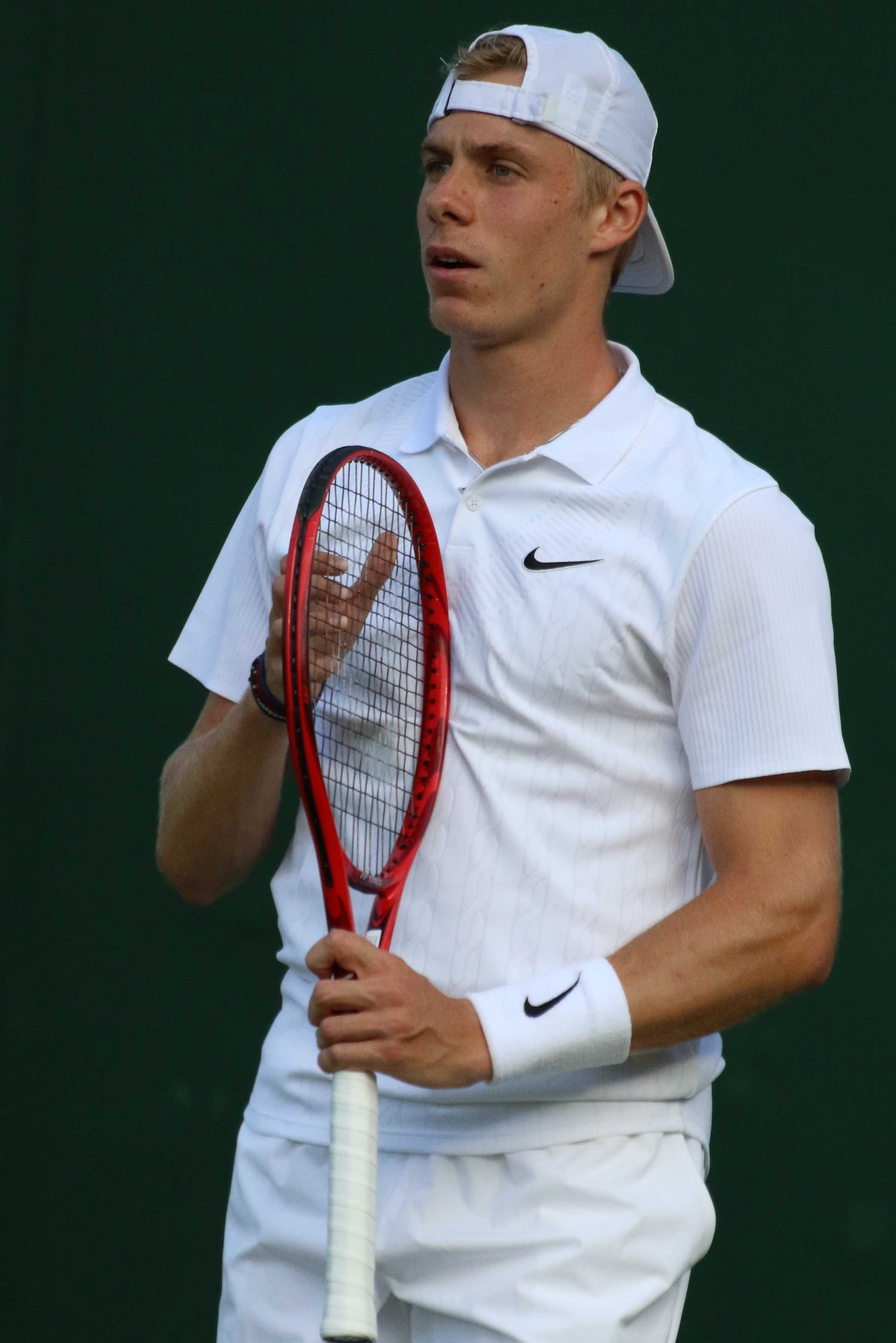
Denis Shapovalov si zahrál první finále na ATP Tour ve Stockholmu a na Paris Masters

Hráči, kteří získali první titul ve dvouhře, ve čtyřhře nebo ve smíšené čtyřhře:
Dvouhra
- Tennys Sandgren – Auckland (pavouk)
- Alex de Minaur – Sydney (pavouk)
- Juan Ignacio Londero – Córdoba (pavouk)
- Reilly Opelka – New York (pavouk)
- Laslo Djere – Rio de Janeiro (pavouk)
- Radu Albot – Delray Beach (pavouk)
- Guido Pella – São Paulo (pavouk)
- Cristian Garín – Houston (pavouk)
- Adrian Mannarino – Rosmalen (pavouk)
- Lorenzo Sonego – Antalya (pavouk)
- Taylor Fritz – Eastbourne (pavouk)
- Nicolás Jarry – Båstad (pavouk)
- Dušan Lajović – Umag (pavouk)
- Hubert Hurkacz – Winston-Salem (pavouk)
- Denis Shapovalov – Stockholm (pavouk)

Čtyřhra
- David Goffin – Doha (pavouk)
- Kevin Krawietz – New York (pavouk)
- Andreas Mies – New York (pavouk)
- Sander Gillé – Båstad (pavouk)
- Joran Vliegen – Båstad (pavouk)
- Romain Arneodo – Los Cabos (pavouk)
- Hugo Nys – Los Cabos (pavouk)
- Igor Zelenay – Petrohrad (pavouk)
- Nikola Ćaćić – Čcheng-tu (pavouk)

Smíšená čtyřhra
- Rajeev Ram – Australian Open (pavouk)

### Obhájené tituly
Hráči, kteří obhájili titul:
Dvouhra
- Rafael Nadal – Řím (pavouk), French Open (pavouk), Montréal (pavouk)
- Novak Djoković – Wimbledon (pavouk)
- Nikoloz Basilašvili – Hamburk (pavouk)
- Roger Federer – Basilej (pavouk)

Čtyřhra
- Federico Delbonis – São Paulo (pavouk)
- Máximo González – São Paulo (pavouk)
- Bob Bryan – Miami (pavouk)
- Mike Bryan – Miami (pavouk)
- Juan Sebastián Cabal – Řím (pavouk)
- Robert Farah – Řím (pavouk)
- Oliver Marach – Ženeva (pavouk)
- Mate Pavić – Ženeva (pavouk)
- Dominic Inglot – Rosmalen (pavouk)
- Robin Haase – Umag (pavouk)

Mix
- Ivan Dodig – French Open (pavouk)
- Jamie Murray – US Open (pavouk)

### Žebříčková maxima
Hráči, kteří v sezóně 2019 zaznamenali nové kariérní maximum v první padesátce žebříčku ATP (tučně zvýrazněni tenisté, kteří debutovali v elitní světové desítce).
Dvouhra
- Malek Džazírí (na 42. místo 7. ledna)
- Tennys Sandgren (na 41. místo 14. ledna)
- Frances Tiafoe (na 29. místo 11. února)
- Pierre-Hugues Herbert (na 36. místo 11. února)
- Marco Cecchinato (na 16. místo 25. února)
- Michail Kukuškin (na 38. místo 25. února)
- Márton Fucsovics (na 31. místo 4. března)
- Dušan Lajović (na 23. místo 29. dubna)
- Cameron Norrie (na 41. místo 20. května)
- Nikoloz Basilašvili (na 16. místo 27. května)
- Laslo Djere (na 27. místo 10. června)
- Cristian Garín (na 32. místo 10. června)
- Jan-Lennard Struff (na 33. místo 1. července)
- Lorenzo Sonego (na 46. místo 1. července)
- Karen Chačanov (na 8. místo 15. července)
- Fabio Fognini (na 9. místo 15. července)
- Jordan Thompson (na 43. místo 15. července)
- Nicolás Jarry (na 38. místo 22. července)
- Ugo Humbert (na 46. místo 22. července)
- Stefanos Tsitsipas (na 5. místo 5. srpna)
- Taylor Fritz (na 25. místo 5. srpna)
- Radu Albot (na 39. místo 5. srpna)
- Guido Pella (na 20. místo 19)
- Miomir Kecmanović (na 49. místo 19)
- Daniil Medveděv (na 4. místo 9. září)
- Félix Auger-Aliassime (na 17. místo 14. října)
- Hubert Hurkacz (na 33. místo 14)
- Alexandr Bublik (na 48. místo 14)
- Andrej Rubljov (na 22. místo 21)
- Alex de Minaur (na 18. místo 28)
- Reilly Opelka (na 31. místo 28)
- Matteo Berrettini (na 8. místo 4. listopadu)
- Roberto Bautista Agut (na 9. místo 4. listopadu)
- Denis Shapovalov (na 15. místo 4. listopadu)
- Juan Ignacio Londero (na 50. místo 11. listopadu)

Čtyřhra
- Leonardo Mayer (na 48. místo 28. ledna)
- Roman Jebavý (na 43. místo 4. března)
- Nicolás Jarry (na 40. místo 18. března)
- Nikola Mektić (na 5. místo 22. dubna)
- Franko Škugor (na 17. místo 22. dubna)
- Máximo González (na 22. místo 22. dubna)
- João Sousa (na 29. místo 6. května)
- Neal Skupski (na 27. místo 20. května)
- Jonny O'Mara (na 44. místo 20. května)
- Austin Krajicek (na 35. místo 27. května)
- Luke Bambridge (na 41. místo 27. května)
- Fabrice Martin (na 28. místo 10. června)
- Jérémy Chardy (na 28. místo 17. června)
- Joe Salisbury (na 19. místo 24. června)
- Juan Sebastián Cabal (na 1. místo 15. července)
- Robert Farah (na 1. místo 15. července)
- Michael Venus (na 8. místo 5. srpna)
- Sander Gillé (na 48. místo 5. srpna)
- Raven Klaasen (na 7. místo 5. srpna)
- Diego Schwartzman (na 40. místo 19. srpna)
- Horacio Zeballos (na 3. místo 9. září)
- Rajeev Ram (na 9. místo 28. října)
- Kevin Krawietz (na 7. místo 4. listopadu)
- Andreas Mies (na 8. místo 4. listopadu)
- Filip Polášek (na 10. místo 4. listopadu)
- Wesley Koolhof (na 12. místo 4. listopadu)
- Joran Vliegen (na 37. místo 4. listopadu)
- Denis Shapovalov (na 49. místo 4. listopadu)

## Žebříček
Žebříček ATP Race to London určil hráče, kteří se kvalifikovali na Turnaj mistrů. Žebříček ATP a jeho konečné pořadí na konci sezóny byl sestaven na základě bodového hodnocení tenistů za posledních 52 týdnů.

### Dvouhra
Tabulky uvádí 20 nejvýše postavených hráčů na singlových žebříčcích Race a ATP ke konci sezóny 2019. Šedý podklad vlevo uvádí hráče, kteří se aktivně zúčastnili Turnaje mistrů.
| Žebříček ATP Race | Žebříček ATP Race           | Žebříček ATP Race | Žebříček ATP Race |
| Poř.              | Hráč                        | body              | tours             |
| ----------------- | --------------------------- | ----------------- | ----------------- |
| 1.                | Rafael Nadal (ESP)          | 9 585             | 12                |
| 2.                | Novak Djoković (SRB)        | 8 945             | 16                |
| 3.                | Roger Federer (SUI)         | 6 190             | 16                |
| 4.                | Daniil Medveděv (RUS)       | 5 705             | 23                |
| 5.                | Dominic Thiem (AUT)         | 5 025             | 21                |
| 6.                | Stefanos Tsitsipas (GRE)    | 4 000             | 26                |
| 7.                | Alexander Zverev (GER)      | 2 945             | 23                |
| 8.                | Matteo Berrettini (ITA)     | 2 670             | 25                |
| 9.                | Roberto Bautista Agut (ESP) | 2 540             | 23                |
| 10.               | Gaël Monfils (FRA)          | 2 530             | 21                |
| 11.               | David Goffin (BEL)          | 2 335             | 27                |
| 12.               | Fabio Fognini (ITA)         | 2 290             | 24                |
| 13.               | Kei Nišikori (JPN)          | 2 180             | 16                |
| 14.               | Diego Schwartzman (ARG)     | 2 125             | 25                |
| 15.               | Denis Shapovalov (CAN)      | 2 050             | 26                |
| 16.               | Stan Wawrinka (SUI)         | 2 000             | 20                |
| 17.               | Karen Chačanov (RUS)        | 1 840             | 26                |
| 18.               | Alex de Minaur (AUS)        | 1 775             | 23                |
| 19.               | John Isner (USA)            | 1 770             | 20                |
| 20.               | Grigor Dimitrov (BUL)       | 1 747             | 22                |

| Konečný žebříček ATP | Konečný žebříček ATP        | Konečný žebříček ATP | Konečný žebříček ATP | Konečný žebříček ATP | Konečný žebříček ATP | Konečný žebříček ATP | Konečný žebříček ATP |
| Poř.                 | hráč                        | bodů                 | tours                | '18                  | max                  | min                  | '18→'19              |
| -------------------- | --------------------------- | -------------------- | -------------------- | -------------------- | -------------------- | -------------------- | -------------------- |
| 1.                   | Rafael Nadal (ESP)          | 9 985                | 13                   | 2.                   | 1.                   | 2.                   | ▲1                   |
| 2.                   | Novak Djoković (SRB)        | 9 145                | 17                   | 1.                   | 1.                   | 2.                   | ▼1                   |
| 3.                   | Roger Federer (SUI)         | 6 590                | 17                   | 3.                   | 3.                   | 7.                   | ▬                    |
| 4.                   | Dominic Thiem (AUT)         | 5 825                | 22                   | 8.                   | 4.                   | 8.                   | ▲4                   |
| 5.                   | Daniil Medveděv (RUS)       | 5 705                | 24                   | 16.                  | 4.                   | 19.                  | ▲11                  |
| 6.                   | Stefanos Tsitsipas (GRE)    | 5 300                | 27                   | 15.                  | 5.                   | 15.                  | ▲9                   |
| 7.                   | Alexander Zverev (GER)      | 3 345                | 24                   | 4.                   | 3.                   | 7.                   | ▼3                   |
| 8.                   | Matteo Berrettini (ITA)     | 2 870                | 26                   | 54.                  | 8.                   | 57.                  | ▲46                  |
| 9.                   | Roberto Bautista Agut (ESP) | 2 540                | 23                   | 24.                  | 9.                   | 25.                  | ▲15                  |
| 10.                  | Gaël Monfils (FRA)          | 2 530                | 21                   | 29.                  | 10.                  | 33.                  | ▲19                  |
| 11.                  | David Goffin (BEL)          | 2 335                | 27                   | 22.                  | 11.                  | 33.                  | ▲11                  |
| 12.                  | Fabio Fognini (ITA)         | 2 290                | 24                   | 13.                  | 9.                   | 18.                  | ▲1                   |
| 13.                  | Kei Nišikori (JPN)          | 2 180                | 16                   | 9.                   | 5.                   | 13.                  | ▼4                   |
| 14.                  | Diego Schwartzman (ARG)     | 2 125                | 25                   | 17.                  | 14.                  | 27.                  | ▲3                   |
| 15.                  | Denis Shapovalov (CAN)      | 2 050                | 26                   | 27.                  | 15.                  | 38.                  | ▲12                  |
| 16.                  | Stan Wawrinka (SUI)         | 2 000                | 20                   | 66.                  | 16.                  | 68.                  | ▲50                  |
| 17.                  | Karen Chačanov (RUS)        | 1 840                | 26                   | 11.                  | 8.                   | 17.                  | ▼6                   |
| 18.                  | Alex de Minaur (AUS)        | 1 775                | 23                   | 31                   | 18                   | 38                   | ▲13                  |
| 19.                  | John Isner (USA)            | 1 770                | 20                   | 10.                  | 9.                   | 20.                  | ▼9                   |
| 20.                  | Grigor Dimitrov (BUL)       | 1 747                | 22                   | 19.                  | 20.                  | 78.                  | ▼1                   |

#### Světové jedničky
| Světová jednička     | Datum nástupu       | Datum odchodu     |
| -------------------- | ------------------- | ----------------- |
| Novak Djoković (SRB) | začátek sezóny 2019 | 3. listopadu 2019 |
| Rafael Nadal (ESP)   | 4. listopadu 2019   | konec sezóny 2019 |

### Čtyřhra
Tabulky uvádí 10 nejvýše postavených párů na žebříčku ATP Race to London, určující postup na Turnaj mistrů a 10 nejvýše postavených hráčů na žebříčku ATP ve čtyřhře ke konci sezóny 2019. Šedý podklad uvádí páry, které aktivně zasáhly do Turnaje mistrů. Červený podklad kvalifikovaný pár, který se odhlásil. T – sdílené umístění.
| Žebříček ATP Race | Žebříček ATP Race                               | Žebříček ATP Race | Žebříček ATP Race |
| Poř.              | pár                                             | bodů              | turnajů           |
| ----------------- | ----------------------------------------------- | ----------------- | ----------------- |
| 1.                | Juan Sebastián Cabal (COL) Robert Farah (COL)   | 8 300             | 21                |
| 2.                | Łukasz Kubot (POL) Marcelo Melo (BRA)           | 4 645             | 21                |
| 3.                | Kevin Krawietz (GER) Andreas Mies (GER)         | 3 985             | 21                |
| 4.                | Rajeev Ram (USA) Joe Salisbury (GBR)            | 3 670             | 24                |
| 5.                | Raven Klaasen (RSA) Michael Venus (NZL)         | 3 640             | 20                |
| 6.                | Jean-Julien Rojer (NED) Horia Tecău (ROU)       | 3 585             | 23                |
| 7.                | Bob Bryan (USA) Mike Bryan (USA)                | 3 380             | 20                |
| 8.                | Pierre-Hugues Herbert (FRA) Nicolas Mahut (FRA) | 3 360             | 7                 |
| 9.                | Ivan Dodig (CRO) Filip Polášek (SVK)            | 3 225             | 11                |
| 10.               | Henri Kontinen (FIN) John Peers (AUS)           | 3 000             | 19                |
| 11.               | Jérémy Chardy (FRA) Fabrice Martin (FRA)        | 2 600             | 15                |
| 12.               | Marcel Granollers (ESP) Horacio Zeballos (ARG)  | 2 470             | 6                 |

| Konečný žebříček ATP | Konečný žebříček ATP         | Konečný žebříček ATP | Konečný žebříček ATP | Konečný žebříček ATP | Konečný žebříček ATP | Konečný žebříček ATP | Konečný žebříček ATP |
| Poř.                 | hráč                         | bodů                 | tours                | '18                  | max                  | min                  | '18→'19              |
| -------------------- | ---------------------------- | -------------------- | -------------------- | -------------------- | -------------------- | -------------------- | -------------------- |
| 1.                   | Juan Sebastián Cabal (COL)   | 8 230                | 23                   | 5T                   | 1T                   | 11T                  | ▲4                   |
| 1.                   | Robert Farah (COL)           | 8 230                | 23                   | 5T                   | 1T                   | 11T                  | ▲4                   |
| 3.                   | Nicolas Mahut (FRA)          | 7 180                | 19                   | 11.                  | 3.                   | 14.                  | ▲8                   |
| 4.                   | Horacio Zeballos (ARG)       | 5 610                | 24                   | 29.                  | 3.                   | 30.                  | ▲25                  |
| 5.                   | Pierre-Hugues Herbert (FRA)  | 5 290                | 13                   | 12.                  | 4.                   | 25.                  | ▲7                   |
| 6.                   | Łukasz Kubot (POL)           | 5 090                | 25                   | 9T                   | 2.                   | 10.                  | ▲3                   |
| 7.                   | Marcelo Melo (BRA)           | 4 910                | 25                   | 9T                   | 4.                   | 12.                  | ▲2                   |
| 8.                   | Raven Klaasen (RSA)          | 4 665                | 25                   | 15.                  | 8.                   | 15.                  | ▲7                   |
| 9.                   | Kevin Krawietz (GER)         | 4 660                | 30                   | 71.                  | 7.                   | 70.                  | ▲62                  |
| 10.                  | Michael Venus (NZL)          | 4 530                | 24                   | 16.                  | 9.                   | 18.                  | ▲6                   |
| 11.                  | Andreas Mies (GER)           | 4 500                | 32                   | 73.                  | 8.                   | 71.                  | ▲62                  |
| 12.                  | Ivan Dodig (CRO)             | 4 270                | 29                   | 35.                  | 9.                   | 39.                  | ▲23                  |
| 13.                  | Filip Polášek (SVK)          | 4 220                | 26                   | 163.                 | 10.                  | 166.                 | ▲150                 |
| 14.                  | Wesley Koolhof (NED)         | 3 820                | 28                   | 42.                  | 12.                  | 46.                  | ▲28                  |
| 15.                  | Nikola Mektić (CRO)          | 3 810                | 28                   | 13.                  | 5.                   | 19.                  | ▼2                   |
| 16.                  | Édouard Roger-Vasselin (FRA) | 3 770                | 25                   | 24.                  | 15.                  | 31.                  | ▲8                   |
| 17.                  | Henri Kontinen (FIN)         | 3 750                | 22                   | 26.                  | 12.                  | 29.                  | ▲9                   |
| 18.                  | Mate Pavić (CRO)             | 3 740                | 27                   | 3.                   | 3.                   | 23.                  | ▼15                  |
| 19.                  | Horia Tecău (ROU)            | 3 650                | 26                   | 27.                  | 10.                  | 36.                  | ▲8                   |
| 20.                  | Jean-Julien Rojer (NED)      | 3 650                | 28                   | 19.                  | 11.                  | 27.                  | ▼1                   |

#### Světové jedničky
| Světová jednička                              | Datum nástupu       | Datum odchodu     |
| --------------------------------------------- | ------------------- | ----------------- |
| Mike Bryan (USA)                              | začátek sezóny 2019 | 14. července 2019 |
| Juan Sebastián Cabal (COL) Robert Farah (COL) | 15. července 2019   | konec sezóny 2019 |

## Výdělek hráčů
| Nejvyšší výdělky tenistů                                                       | Nejvyšší výdělky tenistů    | Nejvyšší výdělky tenistů | Nejvyšší výdělky tenistů | Nejvyšší výdělky tenistů | Nejvyšší výdělky tenistů |
| Poř.                                                                           | hráč                        | ve dvouhře               | ve čtyřhře               | celkem v sezóně          |                          |
| ------------------------------------------------------------------------------ | --------------------------- | ------------------------ | ------------------------ | ------------------------ | ------------------------ |
| 1.                                                                             | Rafael Nadal (ESP)          | 16 349 586 $             | 0 $                      | 16 349 586 $             |                          |
| 2.                                                                             | Novak Djoković (SRB)        | 13 277 228 $             | 95 127 $                 | 13 372 355 $             |                          |
| 3.                                                                             | Roger Federer (SUI)         | 8 716 975 $              | 0 $                      | 8 716 975 $              |                          |
| 4.                                                                             | Dominic Thiem (AUT)         | 7 836322 $               | 163 901 $                | 8 000 223 $              |                          |
| 5.                                                                             | Daniil Medveděv (RUS)       | 7 833 320 $              | 69 592 $                 | 7 902 912 $              |                          |
| 6                                                                              | Stefanos Tsitsipas (GRE)    | 7 272 204 $              | 216 723 $                | 7 488 927 $              |                          |
| 7.                                                                             | Alexander Zverev (GER)      | 4 143 723 $              | 136 912 $                | 4 280 635 $              |                          |
| 8.                                                                             | Matteo Berrettini (ITA)     | 3 363 218 $              | 76 565 $                 | 3 439 783 $              |                          |
| 9.                                                                             | Gaël Monfils (FRA)          | 2 901 347 $              | 15 240 $                 | 2 916 587 $              |                          |
| 10.                                                                            | Roberto Bautista Agut (ESP) | 2 911 522 $              | 0 $                      | 2 911 522 $              |                          |
| částky v amerických dolarech; aktualizováno k závěru sezóny 25. listopadu 2019 |                             |                          |                          |                          |                          |

## Nejlepší zápasy podle ATPTour.com

### Nejlepších 6 zápasů na Grand Slamu
|    | Turnaj          | kolo       | povrch | vítěz                 | poražený           | výsledek                                 |
| -- | --------------- | ---------- | ------ | --------------------- | ------------------ | ---------------------------------------- |
| 1. | Wimbledon       | finále     | tráva  | Novak Djoković        | Roger Federer      | 7–6(7–5), 1–6, 7–6(7–4), 4–6, 13–12(7–3) |
| 2. | French Open     | 4. kolo    | antuka | Stan Wawrinka         | Stefanos Tsitsipas | 7–6(8–6), 5–7, 6–4, 3–6, 8–6             |
| 3. | US Open         | finále     | tvrdý  | Rafael Nadal          | Daniil Medveděv    | 7–5, 6–3, 5–7, 4–6, 6–4                  |
| 4. | Australian Open | 1. kolo    | tvrdý  | Roberto Bautista Agut | Andy Murray        | 6–4, 6–4, 6–7(5–7), 6–7(4–7), 6–2        |
| 5. | Wimbledon       | semifinále | tráva  | Roger Federer         | Rafael Nadal       | 7–6(7–3), 1–6, 6–3, 6–4                  |
| 6. | Australian Open | 2. kolo    | tvrdý  | Milos Raonic          | Stan Wawrinka      | 7–6(7–4), 6–7(6–7), 7–6(13–11), 7–6(7–5) |

### Nejlepších 6 zápasů na ATP Tour
|    | Turnaj               | kolo             | povrch    | vítěz              | poražený              | výsledek                |
| -- | -------------------- | ---------------- | --------- | ------------------ | --------------------- | ----------------------- |
| 1. | ATP Finals           | základní skupina | tvrdý (h) | Dominic Thiem      | Novak Djoković        | 6–7(5–7), 6–3, 7–6(7–5) |
| 2. | Indian Wells Masters | finále           | tvrdý     | Dominic Thiem      | Roger Federer         | 3–6, 6–3, 7–5           |
| 3. | Washington Open      | semifinále       | tvrdý     | Nick Kyrgios       | Stefanos Tsitsipas    | 6–4, 3–6, 7–6(9–7)      |
| 4. | ATP Finals           | finále           | tvrdý (h) | Stefanos Tsitsipas | Dominic Thiem         | 6–7(6–8), 6–2, 7–6(7–4) |
| 5. | Rome Masters         | čtvrtfinále      | antuka    | Novak Djoković     | Juan Martín del Potro | 4–6, 7–6(8–6), 6–4      |
| 6. | Shanghai Masters     | čtvrtfinále      | tvrdý     | Alexander Zverev   | Roger Federer         | 6–3, 6–7(7–9), 6–3      |

## Ukončení kariéry
Seznam uvádí tenisty (vítěze turnaje ATP, a/nebo ty, kteří byli klasifikováni alespoň jeden týden v Top 100 dvouhry a/nebo Top 100 čtyřhry žebříčku ATP), jež ohlásili ukončení profesionální kariéry, neodehráli za více než 52 uplynulých týdnů žádný turnaj, nebo jim byl uložen stálý zákaz hraní, a to v sezóně 2019:
- Nicolás Almagro (* 21. srpna 1985 Murcia, Španělsko), profesionál od 2003, na singlovém žebříčku ATP nejvýše figuroval na 9. místě v květnu 2011. Vítěz třinácti titulů na okruhu ATP Tour ve dvouhře a čtyřnásobný čtvrtfinalista Grand Slamu. Ukončení kariéry oznámil na dubnovém Murcia Open.[11]
- Marcos Baghdatis (* 17. června 1985 Limasol, Kypr), profesionál od 2003, na singlovém žebříčku ATP nejvýše figuroval na 8. místě 21. srpna 2006. Vítěz čtyř titulů na okruhu ATP Tour ve dvouhře, finalista Australian Open 2006, kde podlehl Rogeru Federerovi. Ukončení kariéry oznámil na červencovém Wimbledon u 2019, kam obdržel divokou kartu.[12]
- Tomáš Berdych (* 17. září 1985 Valašské Meziříčí, Československo), profesionál od 2002, na singlovém žebříčku ATP nejvýše figuroval na 4. místě v květnu 2015 a ve čtyřhře na 54. místě v dubnu 2006. Vítěz třinácti titulů na okruhu ATP Tour ve dvouhře a finalista Wimbledonu 2010, kde podlehl Rafaelu Nadalovi. Na okruhu vyhrál také dvě deblové trofeje a byl ve čtvrtfinále čtyřhry Australian Open 2005. Jako druhý český tenista v historii, po Ivanu Lendlovi, postoupil alespoň do semifinále všech grandslamů. S českým daviscupovým týmem vyhrál dvě salátové mísy v letech 2012 a 2013. Ukončení kariéry oznámil na listopadovém ATP Finals pro dlouhodobá zranění.[13][14]
- Carlos Berlocq (* 3. února 1983 Chascomús, Argentina), profesionál od 2001, na singlovém žebříčku ATP nejvýše figuroval na 37. místě v březnu 2012 a ve čtyřhře na 50. místě v červnu 2011. Vítěz dvou singlových a deblových titulů na okruhu ATP Tour. S Argentiny vyhrál salátovou mísu v roce 2016. Ukončení kariéry oznámil v prosinci 2019.[15]
- Daniel Brands (* 17. července 1987 Deggendorf, Německo), profesionál od 2005, na singlovém žebříčku ATP nejvýše figuroval na 51. místě v srpnu 2013. Ve Wimbledonu 2010 si zahrál osmifinále. Na ATP Challenger Tour vyhrál sedm singlových trofejí. Ukončení kariéry oznámil v červenci 2019 pro zranění kolene, které jej oimitovalo předchozí dvě sezóny.[16]
- Víctor Estrella Burgos (* 2. srpna 1980 Santiago de los Caballeros, Dominikánská republika), profesionál od 2002, na singlovém žebříčku ATP nejvýše figuroval na 43. místě v červenci 2015. Po Changovi a Musterovi se stal třetím mužem v otevřené éře, který vyhrál tři úvodní ročníky turnaje ATP Tour, a to Ecuador Open Quito.[17] Mimoto získal sedm trofejí na ATP Challenger Tour. Posledním turnajem kariéry se stal Santo Domingo Open v říjnu 2019.[18]
- David Ferrer (* 2. dubna 1982 Xàbia, Alicante, Španělsko), profesionál od 2000, na singlovém žebříčku ATP nejvýše figuroval na 3. místě v červenci 2013. Vítěz dvaceti sedmi titulů na okruhu ATP Tour ve dvouhře, finalista French Open 2013 a Turnaje mistrů 2007. Se španělským daviscupovým týmem vyhrál soutěž v letech 2008, 2009 a 2011. Ze čtyřhry túry ATP přidal dvě deblové trofeje a s Felicianem Lópezem obsadili čtvrté místo na Letní olympiádě 2012 v Londýně. Profesionální kariéru ukončil na květnovém Mutua Madrid Open 2019.[19]
- Andreas Heider-Maurer (* 22. března 1987 Zwettl, Rakousko), na singlovém žebříčku ATP nejvýše figuroval na 47. místě v dubnu 2015. Vítěz devíti singlových challengerů. Kariéru ukončil pro zranění v lednu 2019.
- Daniel Muñoz de la Nava (* 29. ledna 1982 Madrid, Španělsko), na singlovém žebříčku ATP nejvýše figuroval na 68. místě v únoru 2016. Vítěz čtyř singlových challengerů.
- Marcin Matkowski (* 15. ledna 1981 Barlinek, Polsko), profesionál od 2003, na deblovém žebříčku ATP nejvýše figuroval na 7. místě v květnu 2011. Vítěz osmnácti titulů na okruhu ATP Tour ve čtyřhře, deblový finalista ATP World Tour Finals 2011 a US Open 2009 po boku Mariusze Fyrstenberga. V mixu odešel z finále poražen na US Open 2012 a French Open 2015. Ukončení kariéry oznámil buď na zářijovém štětínském challengeru, nebo při utkání Davis Cupu v témže měsíci.[20]
- Hans Podlipnik Castillo (* 9. ledna 1988 Lo Barnechea, Chile), profesionál od 2005, na deblovém žebříčku ATP nejvýše figuroval na 43. místě v únoru 2018. Vítěz jednoho deblového titulů na okruhu ATP Tour a dvaceti challengerů ve čtyřhře. Ukončení oznámil po účasti v chilském týmu ve finále Davis Cupu 2019.[21]
- Michał Przysiężny (* 16. února 1984 Hlohov, Polsko), profesionál od 2001, na singlovém žebříčku ATP nejvýše figuroval na 57. místě v lednu 2014. Vítěz jednoho deblového turnaje ATP Tour, jednoho deblového a osmi singlových challengerů. Ukončení kariéry oznámil na Sopot Open.[22]
- Daniel Muñoz de la Nava (* 29. ledna 1982 Madrid, Španělsko), profesionál od 1999, na singlovém žebříčku ATP nejvýše figuroval na 68. místě v únoru 2016. Převážnou část profesionální dráhy strávil na challengerech, kde získal čtři tituly. Ukončení kariéry oznámil v únoru 2019.[23]
- Tim Smyczek (* 30. prosince 1987 Milwaukee, Wisconsin, Spojené státy), profesionál od 2006, na singlovém žebříčku ATP nejvýše figuroval na 68. místě v dubnu 2015. V Newportu 2018 se probojoval do semifinále dvouhry. Vítěz sedmi challengerů. Poslední zápas odehrál na Citi Open 2019.[24]
- Janko Tipsarević (* 22. června 1984 Bělehrad, Jugoslávie), profesionál od 2002, na singlovém žebříčku ATP nejvýše figuroval na 8. místě v dubnu 2012 a ve čtyřhře na 46. místě v dubnu 2011. Vítěz čtyř singlových a jednoho deblového titulu na okruhu ATP Tour; ve dvouhře postoupil dvakrát do čtvrtfinále US Open a na túře vyhrál 288 zápasů. S Srbska vyhrál salátovou mísu v roce 2010. V srpnu 2019 oznámil, že jeho poslední turnajovou účastí se stane listopadové finále Davis Cupu 2019. V závěrečném zápase kariéry, čtvrtfinále říjnového Stockholm Open 2019 proti Sugitovi, prohrál přestože odvrátil devět mečbolů.[25]

## Obnovení kariéry
- Nicolás Massú (* 10. října 1979 Viña del Mar, Chile), profesionál od 1997, na singlovém žebříčku ATP nejvýše figuroval na 9. místě v září 2004 a ve čtyřhře na 31. místě v červenci 2005. Vítěz šesti singlových a jednoho deblového titulu na okruhu ATP Tour. Na Letní olympiádě 2004 v Athénách se stal olympijským šampionem ve dvouhře i čtyřhře. Na profesionální okruh se vrátil v 39 letech udělením divoké karty do čtyřhry Generali Open Kitzbühel po boku Moritze Thiema.[26]

## Rozpis bodů
| ATP Tour 2019                                                                                                | ATP Tour 2019         | ATP Tour 2019        | ATP Tour 2019       | ATP Tour 2019                                                                               | ATP Tour 2019                                                                               | ATP Tour 2019                                                                               | ATP Tour 2019                                                                               | ATP Tour 2019                                                                               | ATP Tour 2019                                                                               | ATP Tour 2019                                                                               | ATP Tour 2019                                                                               | ATP Tour 2019                                                                               | ATP Tour 2019 | ATP Tour 2019 |
| ↓kategorie / fáze→                                                                                           | vítězové              | finalisté            | semifinalisté       | čtvrtfinalisté                                                                              | 16 v kole                                                                                   | 32 v kole                                                                                   | 64 v kole                                                                                   | 128 v kole                                                                                  | QV                                                                                          | Q3                                                                                          | Q2                                                                                          | Q1                                                                                          |               |               |
| --- | --------------------- | -------------------- | ------------------- | ------------------------------------------------------------------------------------------- | ------------------------------------------------------------------------------------------- | ------------------------------------------------------------------------------------------- | ------------------------------------------------------------------------------------------- | ------------------------------------------------------------------------------------------- | ------------------------------------------------------------------------------------------- | ------------------------------------------------------------------------------------------- | ------------------------------------------------------------------------------------------- | ------------------------------------------------------------------------------------------- | ------------- | ------------- |
| Grand Slam (128S)                                                                                            | 2000                  | 1200                 | 720                 | 360                                                                                         | 180                                                                                         | 90                                                                                          | 45                                                                                          | 10                                                                                          | 25                                                                                          | 16                                                                                          | 8                                                                                           | 0                                                                                           |               |               |
| Grand Slam (64D)                                                                                             | 2000                  | 1200                 | 720                 | 360                                                                                         | 180                                                                                         | 90                                                                                          | 0                                                                                           | –                                                                                           | 25                                                                                          | –                                                                                           | 0                                                                                           | 0                                                                                           |               |               |
| ATP Finals (8S/8D)                                                                                           | 1500 (max) 1100 (min) | 1000 (max) 600 (min) | 600 (max) 200 (min) | 200 za každou výhru v základní skupině, +400 za výhru v semifinále, +500 za výhru ve finále | 200 za každou výhru v základní skupině, +400 za výhru v semifinále, +500 za výhru ve finále | 200 za každou výhru v základní skupině, +400 za výhru v semifinále, +500 za výhru ve finále | 200 za každou výhru v základní skupině, +400 za výhru v semifinále, +500 za výhru ve finále | 200 za každou výhru v základní skupině, +400 za výhru v semifinále, +500 za výhru ve finále | 200 za každou výhru v základní skupině, +400 za výhru v semifinále, +500 za výhru ve finále | 200 za každou výhru v základní skupině, +400 za výhru v semifinále, +500 za výhru ve finále | 200 za každou výhru v základní skupině, +400 za výhru v semifinále, +500 za výhru ve finále | 200 za každou výhru v základní skupině, +400 za výhru v semifinále, +500 za výhru ve finále |               |               |
| ATP Tour Masters 1000 (96S)                                                                                  | 1000                  | 600                  | 360                 | 180                                                                                         | 90                                                                                          | 45                                                                                          | 25                                                                                          | 10                                                                                          | 16                                                                                          | –                                                                                           | 8                                                                                           | 0                                                                                           |               |               |
| ATP Tour Masters 1000 (56S/48S)                                                                              | 1000                  | 600                  | 360                 | 180                                                                                         | 90                                                                                          | 45                                                                                          | 10                                                                                          | –                                                                                           | 25                                                                                          | –                                                                                           | 16                                                                                          | 0                                                                                           |               |               |
| ATP Tour Masters 1000 (32D/24D)                                                                              | 1000                  | 600                  | 360                 | 180                                                                                         | 90                                                                                          | 0                                                                                           | –                                                                                           | –                                                                                           | –                                                                                           | –                                                                                           | –                                                                                           | –                                                                                           |               |               |
| ATP Tour 500 (48S)                                                                                           | 500                   | 300                  | 180                 | 90                                                                                          | 45                                                                                          | 20                                                                                          | 0                                                                                           | –                                                                                           | 10                                                                                          | –                                                                                           | 4                                                                                           | 0                                                                                           |               |               |
| ATP Tour 500 (32S)                                                                                           | 500                   | 300                  | 180                 | 90                                                                                          | 45                                                                                          | 0                                                                                           | –                                                                                           | –                                                                                           | 20                                                                                          | –                                                                                           | 10                                                                                          | 0                                                                                           |               |               |
| ATP Tour 500 (16D)                                                                                           | 500                   | 300                  | 180                 | 90                                                                                          | 0                                                                                           | –                                                                                           | –                                                                                           | –                                                                                           | 20                                                                                          | –                                                                                           | 0                                                                                           | 0                                                                                           |               |               |
| ATP Tour 250 (56S/48S)                                                                                       | 250                   | 150                  | 90                  | 45                                                                                          | 20                                                                                          | 10                                                                                          | 0                                                                                           | –                                                                                           | 5                                                                                           | 3                                                                                           | 0                                                                                           | 0                                                                                           |               |               |
| ATP Tour 250 (32S/28S)                                                                                       | 250                   | 150                  | 90                  | 45                                                                                          | 20                                                                                          | 0                                                                                           | –                                                                                           | –                                                                                           | 12                                                                                          | 6                                                                                           | 0                                                                                           | 0                                                                                           |               |               |
| ATP Tour 250 (24D)                                                                                           | 250                   | 150                  | 90                  | 45                                                                                          | 20                                                                                          | 0                                                                                           | –                                                                                           | –                                                                                           | –                                                                                           | –                                                                                           | –                                                                                           | –                                                                                           |               |               |
| ATP Tour 250 (16D)                                                                                           | 250                   | 150                  | 90                  | 45                                                                                          | 0                                                                                           | –                                                                                           | –                                                                                           | –                                                                                           | –                                                                                           | –                                                                                           | –                                                                                           | –                                                                                           |               |               |
| QV – vítěz kvalifikace, Q1–3 – 1. až 3. kolo kvalifikace, (xS/D) – „x“ počet hráčů dvouhry/čtyřhry v soutěži |                       |                      |                     |                                                                                             |                                                                                             |                                                                                             |                                                                                             |                                                                                             |                                                                                             |                                                                                             |                                                                                             |                                                                                             |               |               |